# Digitaldruck
Digitaldruck (oder kurz „Digidruck“, im internationalen Sprachgebrauch auch Direct Digital Printing (DDP) oder Computer-to-Print) bezeichnet eine Gruppe von Druckverfahren, bei denen das Druckbild direkt aus einer Datei oder einem Datenstrom von einem Computer in eine Druckmaschine übertragen wird, ohne dass eine statische Druckform benutzt wird. Die am weitesten verbreiteten Verfahren sind die Elektrofotografie, der Laserdruck, und der Tintenstrahldruck. Der Digitaldruck ergänzt die klassischen Druckverfahren wie Offsetdruck, Tiefdruck, Flexodruck oder Siebdruck in all ihren Anwendungsbereichen dort, wo die gewünschte niedrige Auflagenhöhe bis hinunter zum Unikat (Auflage 1) nicht mehr wirtschaftlich gedruckt werden könnte, und eröffnet mit seiner dynamischen Druckbilderzeugung die Möglichkeit zu verschiedenen Arten des Customizing, z. B. Personalisierung und Individualisierung zu einem günstigen Preis-Leistungs-Verhältnis. Seit Anfang der 2000er Jahre erreichen die Elektrofotografie- und Tintenstrahldruckverfahren Druckgeschwindigkeiten, die für den bebilderten Non-stop-Produktionsdruck bei offsetähnlicher Druckqualität nutzbar sind.

## Gemeinsamkeiten der digitalen Druckverfahren

### Verfahrensübergreifende technische Merkmale
Anders als bei den klassischen Druckverfahren wird bei den Digitaldruckverfahren keine statische, d. h. unveränderliche Druckform benötigt. Stattdessen wird dynamisch für jeden einzelnen Druckvorgang eine Bildpunktadressierung innerhalb des Druckformats generiert, so dass bei Bedarf jedes Druckexemplar ein anderes Druckbild aufweisen kann. Auf diese Weise lassen sich beispielsweise die Einzelseiten von Büchern und Broschüren bereits in ihrer numerischen Reihenfolge drucken und zusammentragen, ohne nach einem für Falzbogen typischen Mehr-Seiten-Schema ausschießen zu müssen. Da keine Druckform im eigentlichen Sinne existiert und somit das Druckbild – zumindest bei den direkt auf den Bedruckstoff druckenden Verfahren – mit geringem mechanischem Druck bzw. sogar kontaktlos (Tintenstrahldruck) übertragen wird, werden die digitalen Druckverfahren auch unter dem Begriff NIP (Non Impact Printing) zusammengefasst. Bei den indirekt druckenden Verfahren, die wie der Offsetdruck einen Zwischenträger (Gummituchzylinder oder Gummilaufband) benutzen, der die Farbe auf den Bedruckstoff überträgt, ist je nach Farbkonsistenz dennoch eine mehr oder weniger hohe Druckspannung nötig. Die für bestimmte Anwendungen nach wie vor unverzichtbaren Nadeldrucker üben ebenfalls einen mechanischen Druck aus, und zwar nach dem Prinzip Schreibmaschine von hinten auf ein Farbband.

### Verfahrensübergreifende Anwendungsgebiete
Pauschal lassen sich die verschiedenen digitalen Druckverfahren zunächst drei großen Anwendungsgebieten zuordnen, in denen sie die konventionellen Druckverfahren ergänzen oder ersetzen:

#### Grafischer Digitaldruck

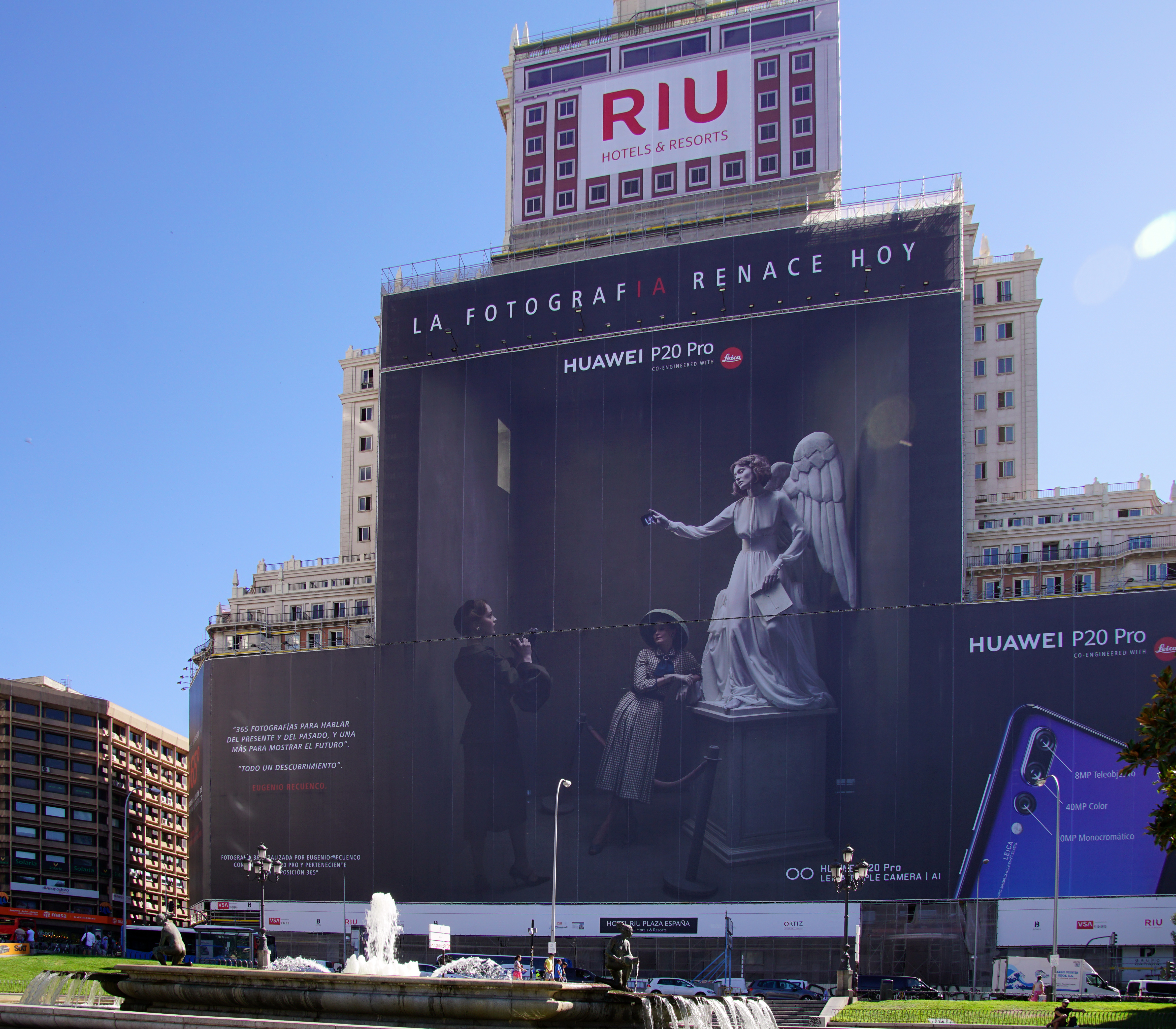
Baugerüstverhüllung, zusammengenäht aus im Großformat-Tintenstrahldruck bedruckten Stoffbahnen

Dieser Bereich umfasst alle Anwendungen, in denen Seitendokumente und andere typografisch gestaltete Dateien mit Pixelbildern, Vektorgrafiken und Text gedruckt werden:
- Desktop- und Netzwerkdruck in Büros und Unternehmen
- Transaktionsdruck und Transpromo in Hausdruckereien von Behörden, Finanzinstituten und Unternehmen
- Zeitungs-, Fach- und Publikumszeitschriftendruck in gewerblichen Druckdienstleistungsbetrieben und Verlagsdruckereien
- Außen- und Innenwerbungsdruck (Plakate, Schilder, Paneele, Messestände) – als Ergänzung der konventionellen Verfahren Offset- und Siebdruck in gewerblichen Druckdienstleistungsbetrieben
- fotorealistische Bildwiedergaben (Fotobücher und -kalender, Poster und Kunstreproduktionen) – als Ergänzung des konventionellen Offsetdrucks in gewerblichen Druckdienstleistungsbetrieben
- „digitaler Verpackungsdruck“, vor allem Faltschachteln und Folienbeutel sowie Etiketten – als Ergänzung der konventionellen Massendruckverfahren Offset-, Flexo- und Tiefdruck in spezialisierten Verpackungsdruckereien

#### Funktionaler Digitaldruck
In diesem Bereich dient das digitale Druckbild nicht der visuellen Kommunikation des Inhalts, sondern es erfüllt rein technische Aufgaben.
- gedruckte organische Elektronik, z. B. OLED, leitfähige Antennen für Transponder und MICR-Eindrucke – als Alternative zum Siebdruck
- Funktionslackierungen mit lackartigen farblosen Tonern oder Tinten als Alternative
  - zu verschiedenen Veredelungstechnologien, die z. B. das Druckbild schützen oder die Gleitfähigkeit des Druckprodukts erhöhen oder verringern oder die unbeschadete Benetzbarkeit des Druckbildes mit Wasser oder Schweiß ermöglichen
  - zum Tampondruck sowie zu Klebeapplikationen auf Formteile und Hohlkörper, wobei der robotergestützte Digitaldruck auch unregelmäßige Oberflächenformen, vor allem sogenannte Freiformflächen, problemlos bedrucken kann.[1]

#### Industrieller Digitaldruck

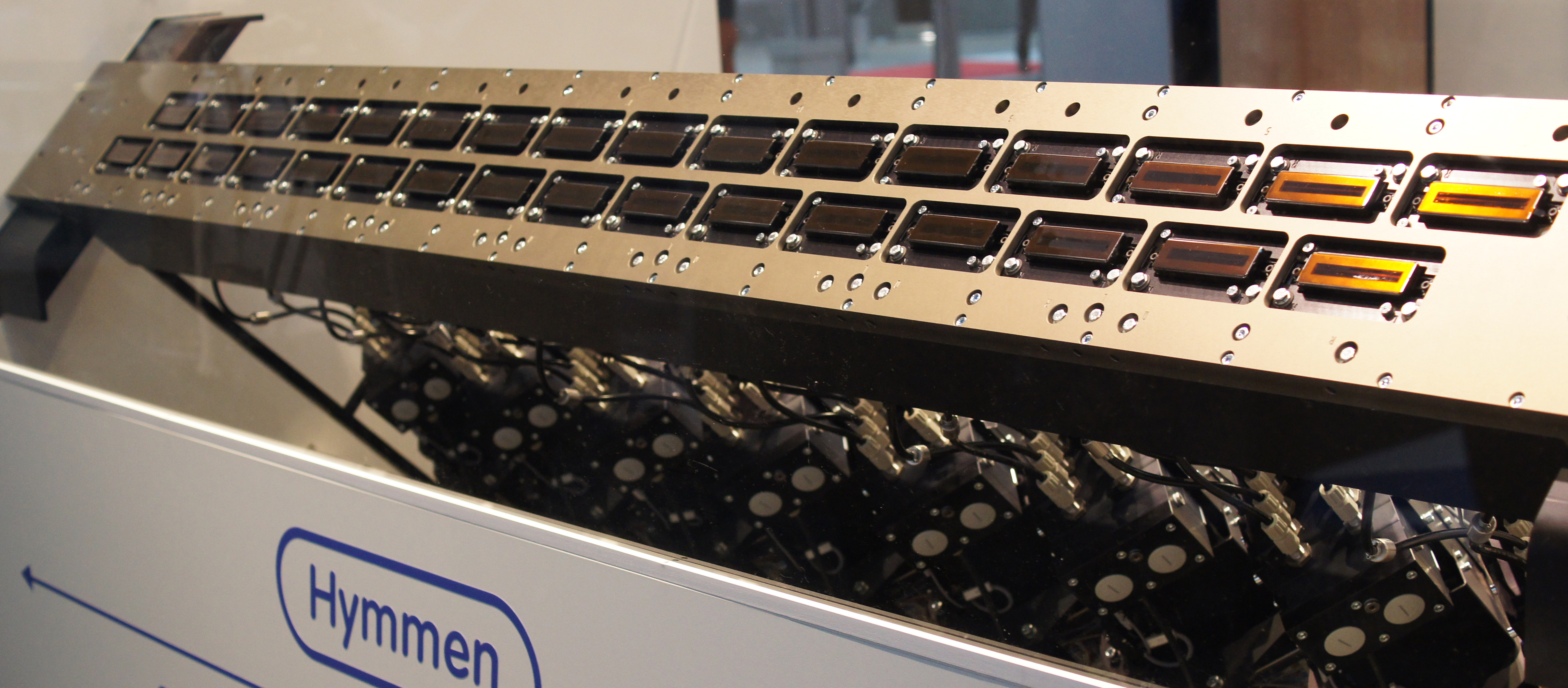
Balken mit redundant überlappenden Düsenarrays für den Tintenstrahldruck von 2,10 m breiten Dekorbahnen, Tapeten und Furnieren

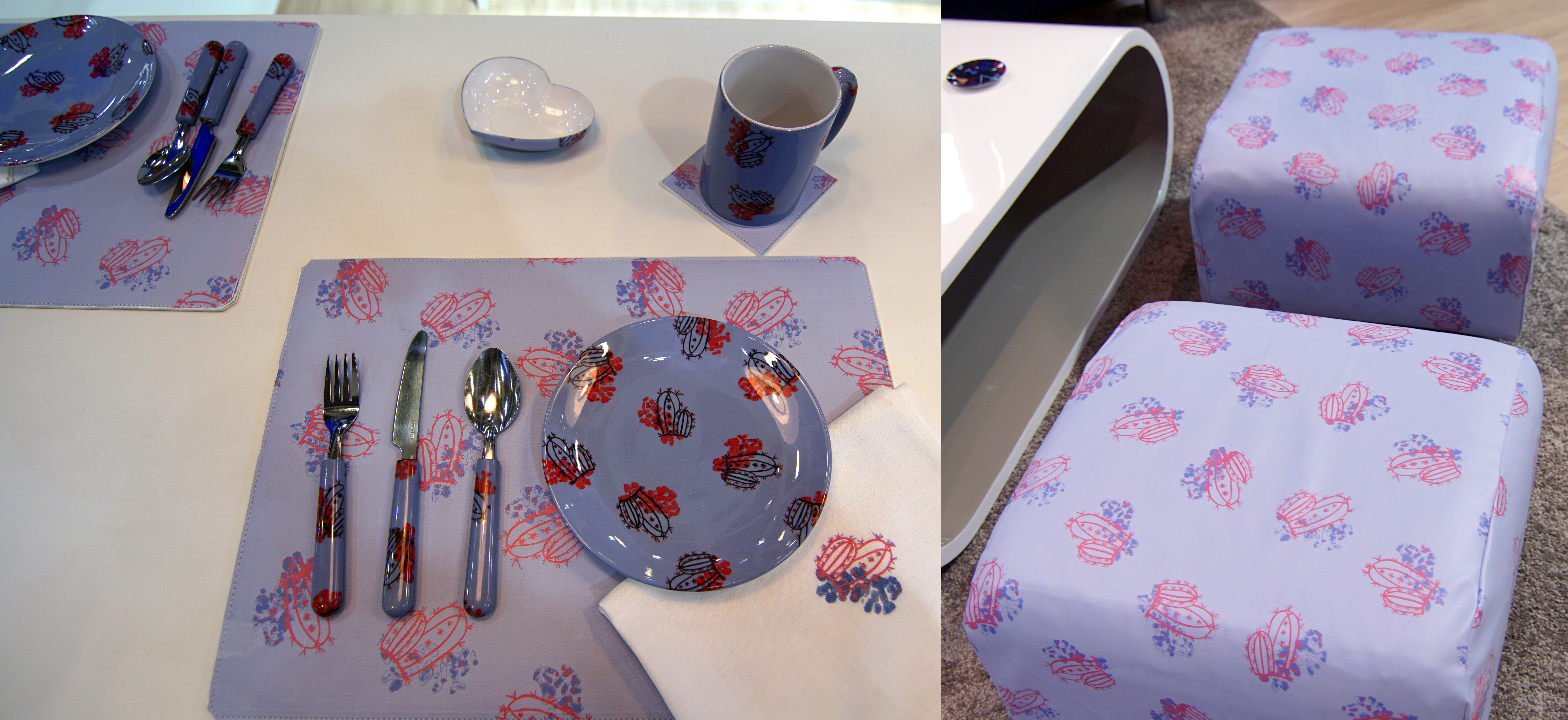
Im Sublimations- und Inkjet-Verfahren mit demselben Dekor bedruckte Gegenstände und Stoffe, wobei die bestickte Serviette die Farbvorlage war

Wie schon einige konventionelle Druckverfahren kann auch der Digitaldruck in die industrielle Fertigung von Gütern und Bauteilen aller Art integriert werden.
- Bedruckung von geformten Objekten und Hohlkörpern im Tintenstrahldruck – als Alternative zum Sieb- und Tampondruck, neuerdings auch mit Hilfe von Druckköpfen an Roboterarmen mit allen nötigen Freiheitsgraden[2]
- Dekordruck (Tapeten, Furniere) im Tintenstrahldruck – als Ergänzung zum Tief- und Flexodruck
- Textildruck (sowohl Bedruckung von Stoffbahnen als auch einzelnen Bekleidungsstücken) im Tintenstrahl- und Thermosublimationsdruck – als Alternative zum Sieb- und Flexodruck
- Druckformherstellung für andere Druckverfahren: Tintenstrahlbedruckung mit den farbführenden Kopierschichtpartien auf Offsetdruckplatten (Computer-to-Plate-Positivbebilderung)[3] und mit den deckenden Schablonenpartien auf Siebgewebe (Computer-to-Screen)[4]

Bei eher handwerklichen Aufgaben, z. B. in den Bereichen Fahrzeugdekoration und Innenarchitektur, werden Objektflächen direkt bedruckt, u. a. in den Verfahren Digital Airbrush und Frescografie.

## Unterscheidungsmerkmale der digitalen Druckverfahren und daraus resultierende Anwendungsgebiete
Die Spezifizierung der verschiedenen digitalen Druckverfahren erfolgt nach technischen Kriterien, aus denen typische Anwendungsgebiete resultieren. Zur sinnvollen systematischen Unterscheidung bietet sich die Kategorisierung nach den Prozesskomponenten an, weil danach in der Praxis kundenseitig die Auswahl des Druckverfahrens und dienstleisterseitig die Investition in bestimmte Verfahrensgruppen erfolgt.

### Prozesskomponente Medium: Bedruckstoffe und Objektoberflächen

#### Konfektionierung der Medien
- Anlieferung als Rollenware für den digitalen Rollendruck:
  - für Bedruckung Rolle-zu-Rolle (reel-to-reel), d. h. die bedruckte Bahn wird wiederaufgewickelt, wobei die Wiederaufrollung (winder) arbeitsorganisatorisch als Puffer fungiert
  - für Bedruckung Rolle-zu-Bogen (reel-to-sheet), d. h. die bedruckte Bahn wird in Einzelexemplare geschnitten, um diese auf einem Bogenstapel abzulegen
  - für Bedruckung Bahnrolle-zu-Exemplarrolle (aufgewickelte Exemplare im großformatigen Großformatdruck)
  - für Bedruckung und Inline-Weiterverarbeitung Rolle-zu-Endprodukt (reel-to-product)
- Anlieferung als Bogenware für den digitalen Bogendruck:
  - für Bedruckung Stapel-zu-Stapel (pile-to-pile)
  - für Bedruckung und Inline-Weiterverarbeitung Bogen-zu-Endprodukt (sheet-to-product)
- Anlieferung als zickzackgefaltete Materialbahn mit abtrennbarer Traktor-Randperforation für die digitale Bedruckung Endlosstapel-zu-Endlosstapel (continuous stationary); vorwiegend für Formularsätze mit Selbstdurchschreibefunktion und Haftetiketten

#### Flexibilität und Oberflächenform

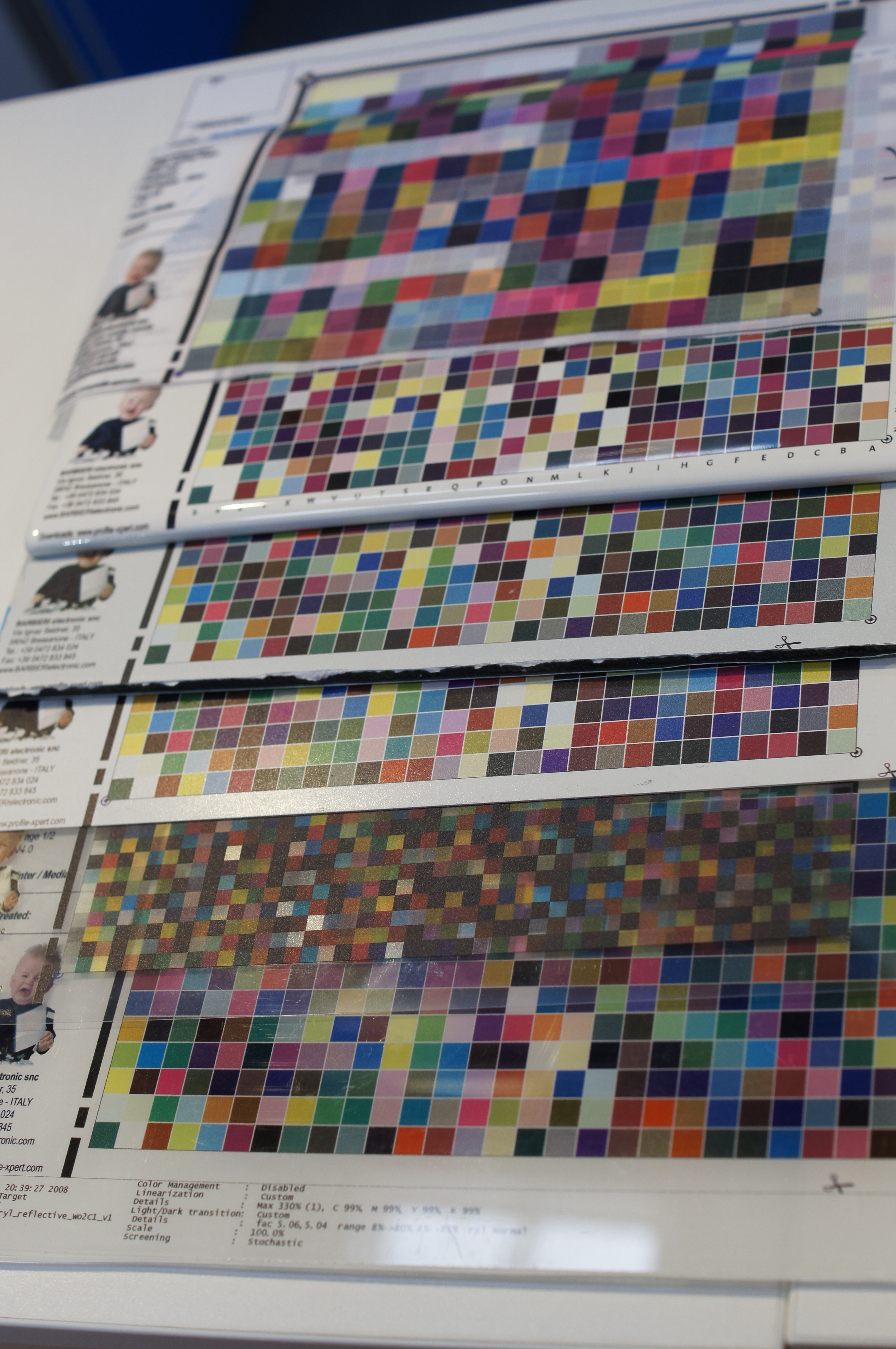
Farbmanagement-Messtafeln für die identische Farbwiedergabe auf Tintenstrahldruckmedien; v. o. n. u.: Textil, Keramik, Papier, Perlglanzfolie, rückseitig bedruckte transparente PVC-Folie und weiße PVC-Folie

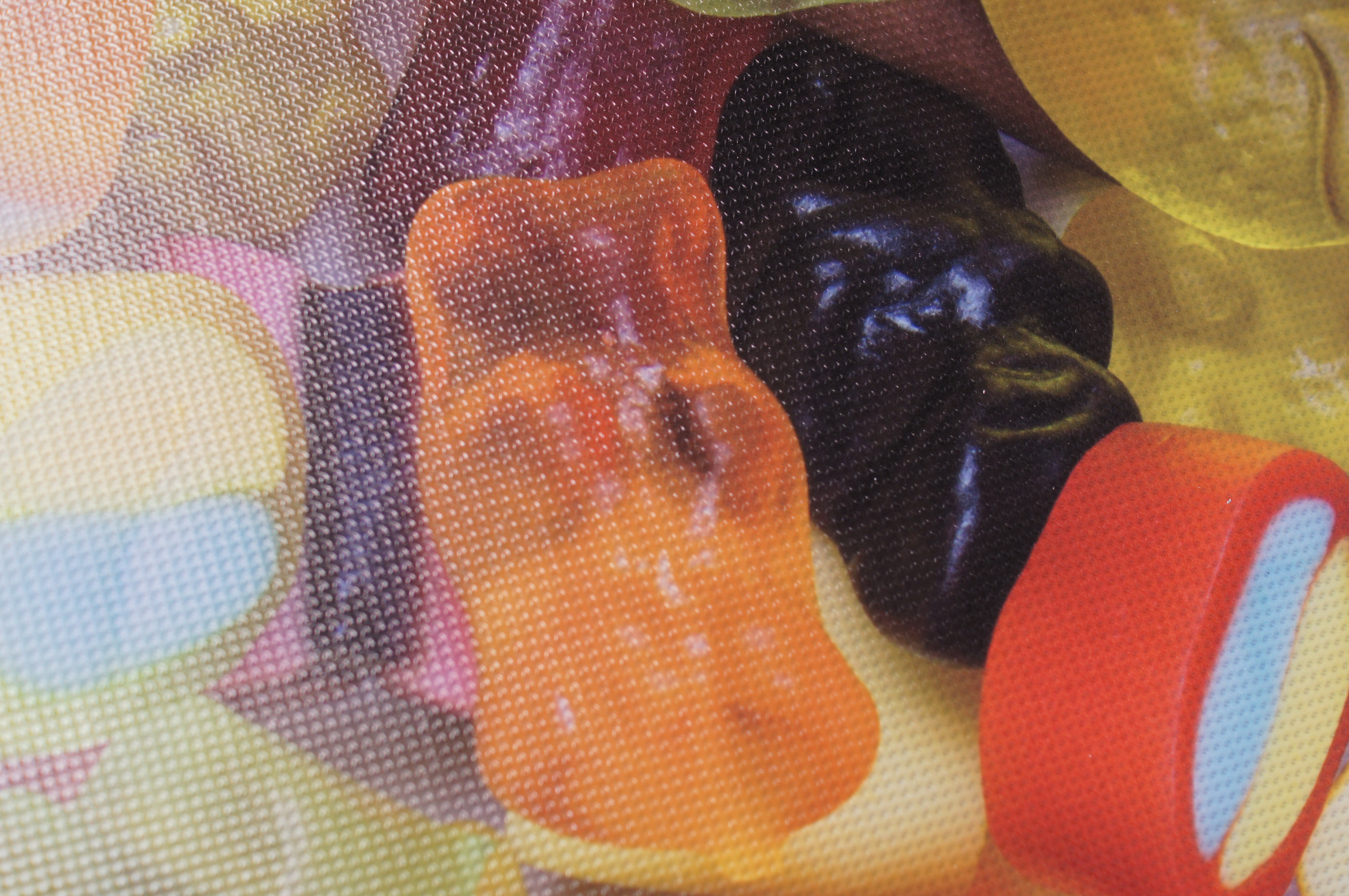
Siebartig texturierte Oberfläche einer PVC-Folie, im Inkjet-Verfahren bedruckt

- digitale Bedruckung flexibler Materialien:
  - Papier, Folien und Textilbahnen
  - Kuverts und Packstoffe (inkl. Wellpappe)
- digitale Direktbedruckung starrer Objekte:
  - flache Oberflächen (dabei können mit Printtexturen auch Materialanmutungen wie Stein, Leder, Holz und Textilien simuliert werden)
    - Plastikkarten und Datenträger (CDs, DVDs)
    - Fenster- und Vitrinenglas, Schilder und Paneele aus Kunststoff, Metall und Holz
    - Keramik (Fliesen, Kacheln)
    - Warendisplays, Transport- und Versandverpackungen (meistens aus Wellpappe)
    - straff eingespannte Textilien (T-Shirts, Kleider)

  - gewölbte Oberflächen, auch mit roboterintegrierten Druckkopf-Anwendungen
    - Körperdruck
      - Behältnisse, Verschlüsse, Gläser, Tassen und sonstige Hohlkörper
      - Gebrauchs- und Werbeartikel aller Art
      - Sportartikel (Bälle, Schläger, Helme) und Spielzeug
      - drehbar fixierte Bekleidungsstücke (Schirmmützen, Schuhe)

    - Komponentendruck
      - Armaturenbretter, Ziffernblätter
      - mit Piktogrammen und Text beschriftete Bedienelemente, z. B. Computer-Tastaturen
- digitale Direktbedruckung von Wänden unter Verwendung portabler Druckgestelle, in denen ein Druckkopf bei zeilenweisem Vorschub hin und her fährt

#### Bogenformat, Rollen- bzw. Maschinenbreite

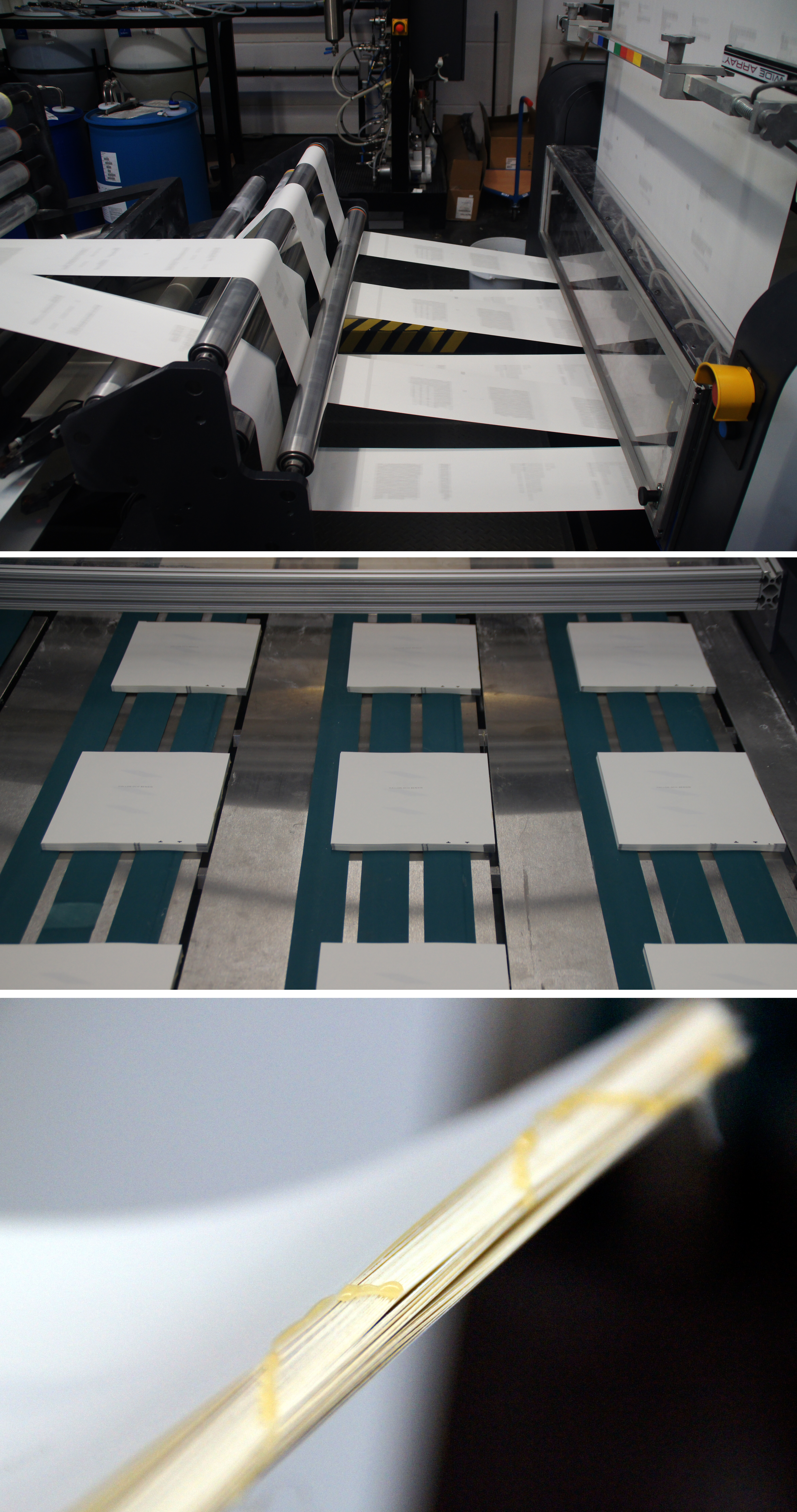
Digitaler Bücherdruck auf einer Inkjet-Rollendruckmaschine; oben: Schlitzen der bedruckten Bahn in Stränge; Mitte: Sammeln der aus den Strängen quergeschnittenen Einzelseiten zu Buchblöcken; unten: Hilfsbeleimung an der Blockvorderseite

- digitaler Bogendruck in den Formaten A4, A3, A3+ und B3:
  - im Desktop-, Büro- und Netzwerkdruck
  - im Broschürendruck (oft mit Inline-Verarbeitung mittels Sorter, Heft- oder Bindeeinrichtung)
- digitaler Bogendruck in den Formaten B2 und B1 (entspricht ungefähr dem Druckmaschinenformat 3b):
  - für hochqualitative Produkte
    - Fotobücher und Fotokalender, Bildbände und Illustrierte
    - farbverbindliche Prüfdrucke
    - Vorabexemplare, Muster- und Modellunikate (Mock-ups)
    - Hybrid- und Komplementärdrucke im Poster-, Publikations- und Verpackungsdruck

  - für layoutverbindliche Prüfdrucke
- digitaler Schmalbahndruck:
  - für Transaktions- und Formulardruck
  - für flexible Verpackungen und Etiketten (Haft-, Nassklebe- und In-Mould-Etiketten)
- digitaler Normalbahndruck:
  - für den Zeitschriften- und Zeitungsdruck
  - für den Bücherdruck mit geschlitzten Strängen (Umschläge werden oft separat gedruckt)
- Großformatdruck (Large/Wide Format Printing, LFP, WFP) bis zu 5 m Bahnbreite:
  - für Poster, Kunstdrucke und Plakate, auch auf Leinen (Canvas)
  - für Fahnen, Textil- und PVC-Banner, netzartigen Geweben (Mesh), Gerüstverhüllungen und Ballonhüllen
  - für Groß- und endlose Rapportdekore (Furniere, Tapeten)
  - für Translights – in Film- und TV-Studios verwendete Hintergründe, die meist durch Fenster betrachtete Stadt- und Straßenkulissen darstellen und mit Be- und Durchleuchtungseffekten die Tages- oder Jahreszeiten simulieren
- digitaler Direktdruck auf Objekte je nach deren Größenordnung (siehe digitale Direktbedruckung starrer Objekte), in der Regel im Tintenstrahldruckverfahren

#### Bedruckbarkeit
Nicht alle Bedruckstoffe lassen sich in allen Digitaldruckverfahren problemlos bedrucken. Die Bedruckbarkeit des Mediums hängt einerseits von seinen Oberflächeneigenschaften und andererseits vom Druckverfahren und der dabei verwendbaren Druckfarbe ab. Grundsätzlich kommt es darauf an, dass die Druckfarbe gut auf der Oberfläche haftet, also weder abgestoßen noch komplett aufgesogen wird, und das Papier kaum Staubpartikel freisetzt, die die Fotoleitertrommeln und Tintenstrahldüsen verschmutzen.
Oftmals zertifizieren oder empfehlen deshalb die Drucksystemanbieter konkrete Papierprodukte. Das ist vor allem bei Tintenstrahldruckmedien der Fall, wenn der Papierhersteller eine notwendige Konditionierung der Papieroberfläche durchführt, indem er einen sogenannten Primer, also eine Haftgrundierung aufbringt. Um von den entsprechend teureren Medien unabhängig zu sein und außerdem das Bedruckstoffspektrum deutlich zu erweitern, haben einige Drucksysteme den Primer-Auftrag in den Druckprozess integriert. So trägt die Fujifilm Jet Press den Primer vollflächig vor der ersten Druckeinheit auf, und die HP Web Press hat eine zusätzliche Druckeinheit vorgeschaltet, die auf das Papier rasterpunktgenau einen bonding agent vordruckt; mittlerweile bietet aber auch HP den vollflächigen Auftrag mit einem priming agent.
Die Bedruckbarkeit ist möglich

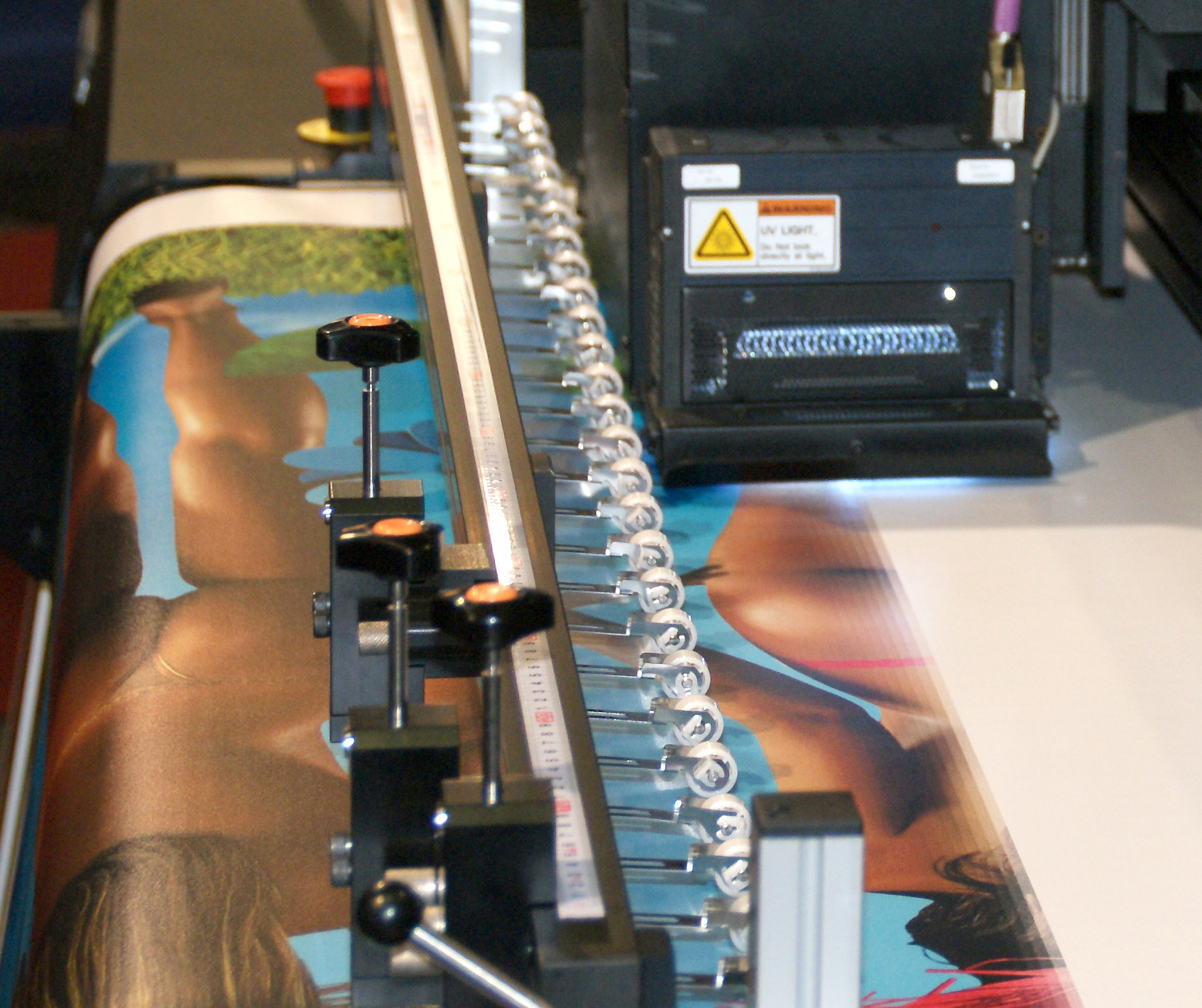
Großformat-(LFP-)Tintenstrahldrucksystem mit traversierendem Druckkopf, der während des zeilenweisen Druckbildaufbaus die Tinte mit UV-Strahlung härtet

- bei staubarmen ungestrichenen Papieren („Naturpapiere“)
  - mit Toner unproblematisch
  - mit Tinten oft erst nach Oberflächenkonditionierung
- bei matt und glänzend gestrichenen Papieren und Kartons mit geringem Saugvermögen
  - mit Toner eingeschränkt, meistens gibt es speziell gefertigte Papiere
  - mit Tinten oft erst nach Oberflächenkonditionierung
  - mit UV-härtenden Tinten unproblematisch
- bei Kunststoff-, Metall-, Glas-, Stein- und Holzoberflächen: mit UV-härtenden Tinten unproblematisch
- bei Textilien, Canvas und Kunstfasergeweben: mit UV-härtenden Tinten und Thermosublimationsfarben unproblematisch

Es gibt nur ein einziges Verfahren, das alle Oberflächen gleichermaßen gut bedrucken kann: die Nanografie. Das liegt an der geringen Größe der Pigmente, die als bereits getrockneter Farbfilm indirekt auf den Bedruckstoff übertragen werden und in jeder mikrorauen Oberflächentopografie haften bleiben.

### Prozesskomponente Druckfarbe

#### Toner

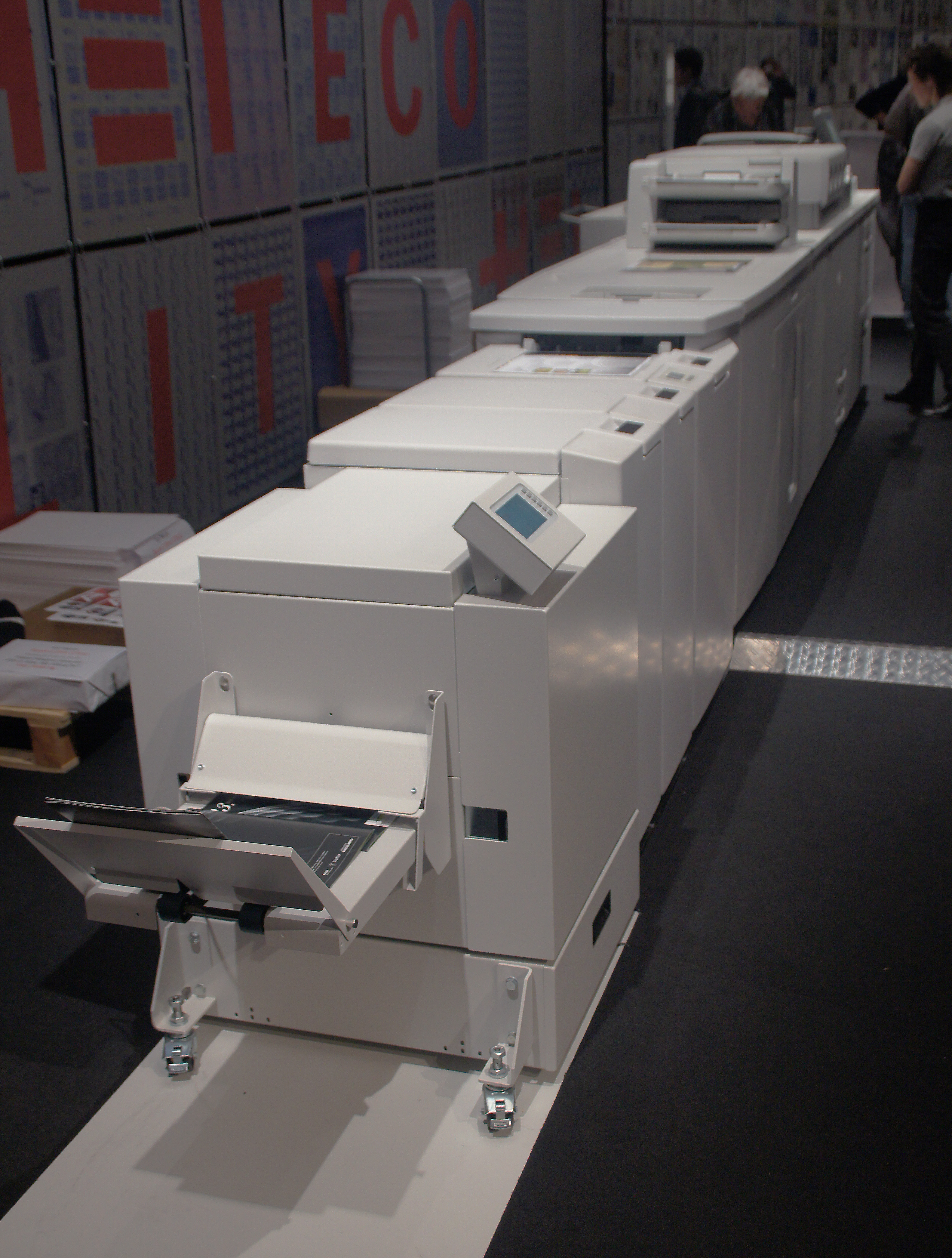
Scan- und duplexfähiges Laserdrucksystem für den A3-Überformat-Bogendruck in CMYK plus Sonderfarben

Toner sind elektrostatisch aufladbare oder magnetisierbarer Farbmittel und verlangen in der Regel eine thermische Fixierung des Druckbildes. Die spezielle Verwendung des Toners erlaubt die Unterscheidung der „Tonerdruckverfahren“.
- digitale Druckverfahren mit pulverförmigem Toner:
  - Elektrofotografie mit Zweikomponententoner (Laserdruck, LED-Druck, einfarbige MICR-Eindrucke von magnetisierbaren alphanumerischen Zeichen in Scheckvordrucke)
  - Magnetografie mit Einkomponententoner (nur für den einfarbigen Druck geeignet)
  - Ionografie mit Zweikomponententoner
- Elektrofotografie mit flüssigem Dreikomponententoner (pastöser Zweikomponententoner plus Transferflüssigkeit), z. B. sogenannte Electro-Ink für hp-Indigo-Druckmaschinen
- Elcografie mit flüssiger elektrolytischer Druckfarbe (nach dem Prinzip der Toner-Koagulation)

Meilensteine: Die Elektrofotografie wurde 1938 von Chester F. Carlson entwickelt und 1942 zum Patent angemeldet. In den Markt wurde sie 1950 durch die Haloid Corp. (ab 1961 Xerox) zunächst als Kopierverfahren eingeführt, ab 1973 verkaufte Canon auch Farbkopier. 1976 darf man vom ersten Digitaldrucker sprechen, dem Laserdrucker IBM 3800. 1993 realisierte der israelische Erfinder Benny Landa erstmals den vierfarbigen Digitaldruck mit offsetähnlicher indirekter Druckbildübertragung (Indigo e-Print).

#### Tinte
Tinten für den Digitaldruck sind dünnflüssig oder als Gel (Canon-Patent) aufgebrachte Druckfarben auf der Basis von Wachs, Wasser oder Lösemitteln, die u. a. Öle, Prepolymere und Latexdispersionen enthalten können. Je nach der Aufbereitung der Tintenstrahlen, -tropfen oder -filme werden die „Tintendruckverfahren“ unterschieden.
- kontinuierlicher Tintenstrahldruck (continuous ink-jet, CIJ): Ablenkung eines kontinuierlich abgegebenen, elektrostatisch aufgeladenen Tintenstrahls in einem punktuell adressierbaren elektrischen Feld
- diskontinuierlicher Tintenstrahldruck (drop-on-demand ink-jet, DOD): Abschießen einzelner Tintentropfen, auch unterschiedlichen Volumens, durch punktuell adressierbare Düsendruckköpfe
  - mit thermaler Tropfenbildung
    - durch Verflüssigen eines festen Wachsstiftes (Festtintendrucker, ausschließlich realisiert als Tektronix/Xerox-Phaser-Technologie)
    - durch Dampfblasenbildung (erstmals realisiert als Canon-BubbleJet-Technologie)

  - mit elektromechanischer Tropfenbildung (pulsierende Kammern)
    - durch piezoelektrische Aktoren (erstmals marktreif realisiert als Epson-Micro-Piezo-Technologie)
    - durch sogenannte Ink Ejectors (von Landa für die Nanografie modifizierte Piezo-Tintenstrahldruckköpfe)
- Sprühventildruck: Digital Airbrush
- Schreibstiftdruck: Verfahrweg-Beschrieb des Mediums (Plotter)
- Elektrografie (hier wird die Tinte auch „Flüssigtoner“ genannt, weil ihre elektrostatische Affinität genutzt wird):
  - Einfärben der aufgeladenen dielektrischen Papierbeschichtung (Direktdruck)
  - Einfärben der aufgeladenen dielektrischen Transfertrommelschicht (indirekter Druck)
- elektrostatische Tintentropfenablagerung (electrostatic drop-on-demand deposition): Herauslösen elektrostatisch aufladbarer Pigmentpartikel mitsamt einem nicht aufladbaren Flüssigkeitsfilm aus der offenliegenden Oberfläche einer Tintenflüssigkeit, die in einem düsenlosen Druckkopf vorgehalten wird, und Anlagerung dieser Tropfen auf entgegengesetzt aufgeladenen Metalloberflächen; für dieses bereits 1993 patentierte Verfahren werden erst seit 2017 marktreife Lösungen für den Industrie- und Verpackungsdruck, insbesondere die Bedruckung metallischer Getränkedosen, angeboten; einziger Patentanwender ist die Tonejet Ltd in Melbourn, Hertfordshire, UK[10]

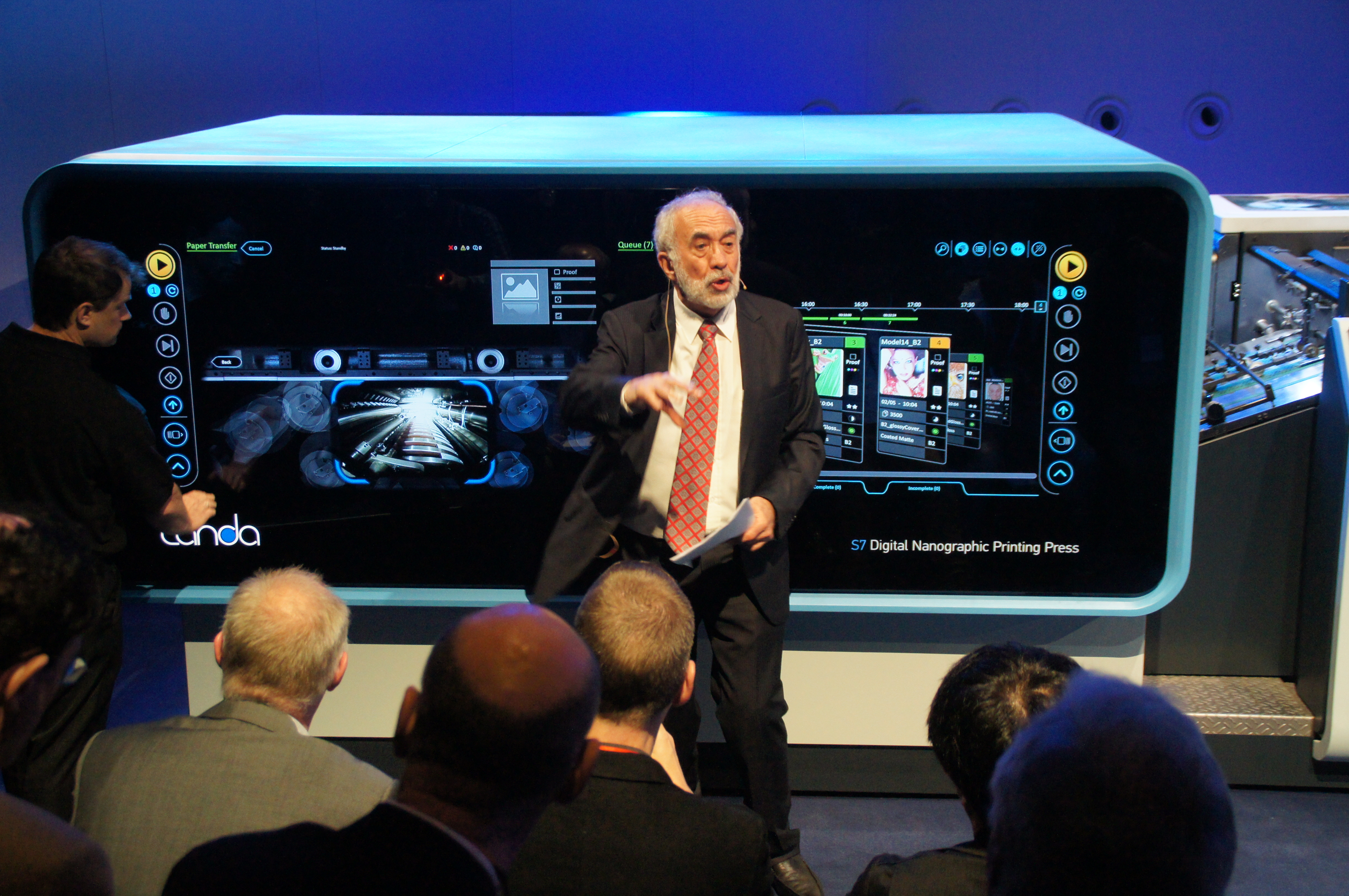
Benny Landa demonstriert seine Nanographic-Printing-Technologie auf der drupa 2012

Meilensteine: 1948 setzt Siemens Elema einen Tintenstrahl zur Aufzeichnung der Kurve eines galvanischen Messgeräts ein, was bereits 1858 William Thomson Lord Kelvin mit einzelnen Tropfen versucht hatte. 1976 stellte IBM den ersten Tintenstrahldrucker vor, der das Prinzip des ablenkbaren Strahls (Continuous Inkjet) nutzte. 1977 beginnt mit Siemens die Historie des Drop-on-demand-Drucks (DoD) unter Anwendung der piezoelektronischen Tropfenbildung, die später von Seiko Epson marktreif vervollkommnet wurde. 1979 gingen HP und Canon gleichzeitig mit ihrer thermischen Tropfenbildung auf den Markt, was zu größeren Patentstreitigkeiten führte. 2012 erzielte Landa große Aufmerksamkeit für sein Nanographic printing, das nach wie vor in der Pionieranwenderphase steckt, weil außer Entwicklungspartner Komori die Lizenznehmer nicht, wie im zeitlichen Umfeld der drupa 2012 erhofft, die Maschinentechnik dazu vervollkommneten, so dass Landa als Technologieentwickler gezwungen ist, nun auch die Druckmaschinen zu entwickeln und zu bauen.
Im Bilderdruck eingesetzte Tintenstrahldrucksysteme verfügen über teilredundante Düsenarrays, um eine Streifenbildung im Bereich aneinandergrenzender Druckköpfe zu vermeiden (Weaving) und durch verstopfte Düsen zu kompensieren.
In den verschiedenen Druckverfahren werden die Tinten selbst gemäß ihrer Anwendungsbestimmung ausgewählt, wonach sich die Auswahl der in Frage kommenden Digitaldrucksysteme richtet.
- Lichtechte Tinten, also Tinten mit UV-Strahlen-beständigen Pigmentfarbmitteln, werden für den Innen- und Außenbereich verwendet:
  - Normal- und Effektpigmente
  - Nanopigmente (Nanografie)
  - leitfähige Pigmente für organische Elektronik (OLED-Strukturen), Magnetpigmente (MICR)
- Lösliche Farbmittel für den Innenbereich:
  - wasserlösliche Farbstoffe, darunter auch Lebensmittelfarben für das Bedrucken von Konditorei- und Chocolatierprodukten
  - in einem Lösemittel gelöste Farbstoffe

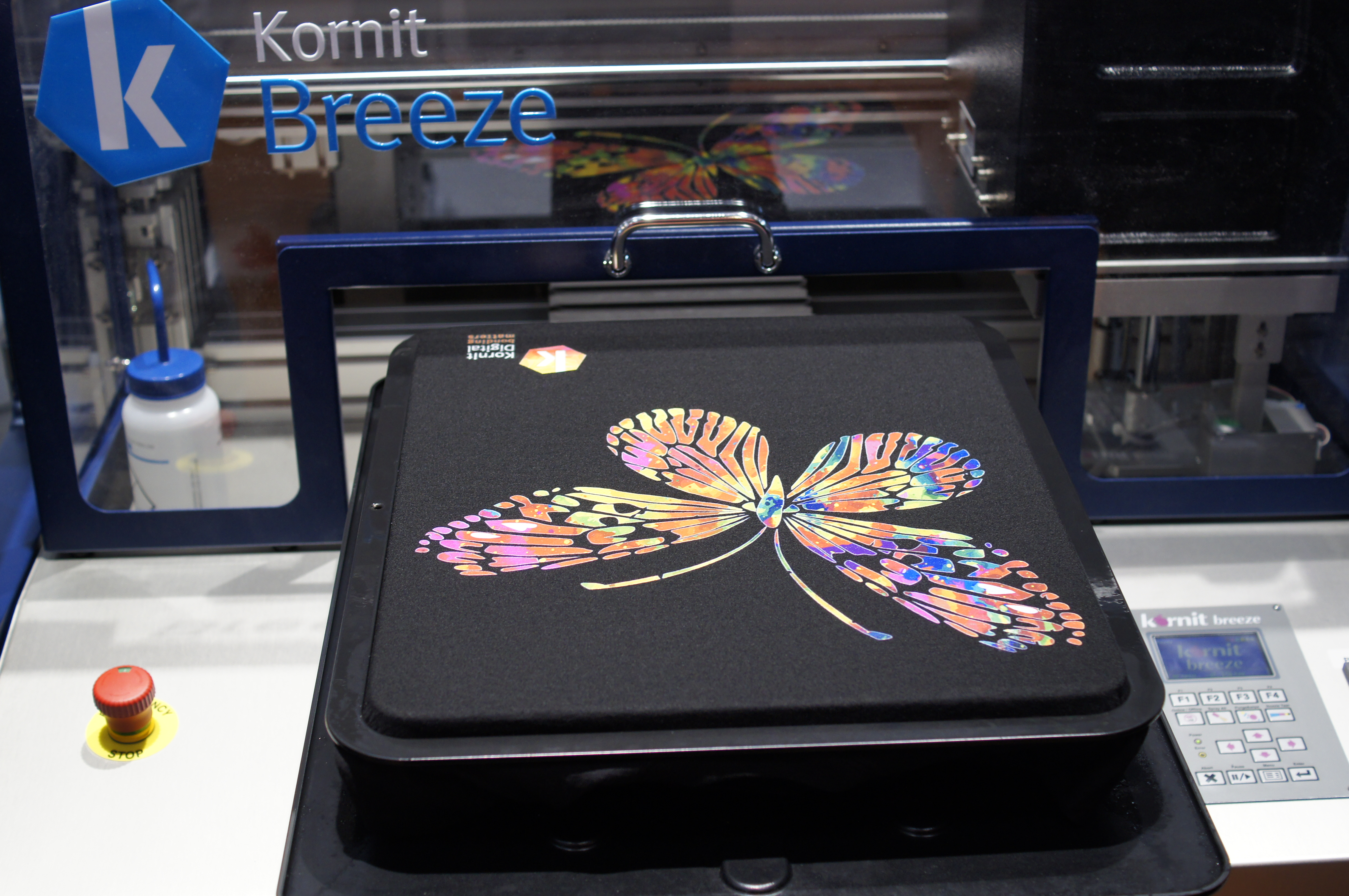
Straff eingespanntes T-Shirt, im Inkjet-Verfahren mit wasserbasierten, biologisch abbaubaren Weiß- und Farbpigmenttinten bedruckt

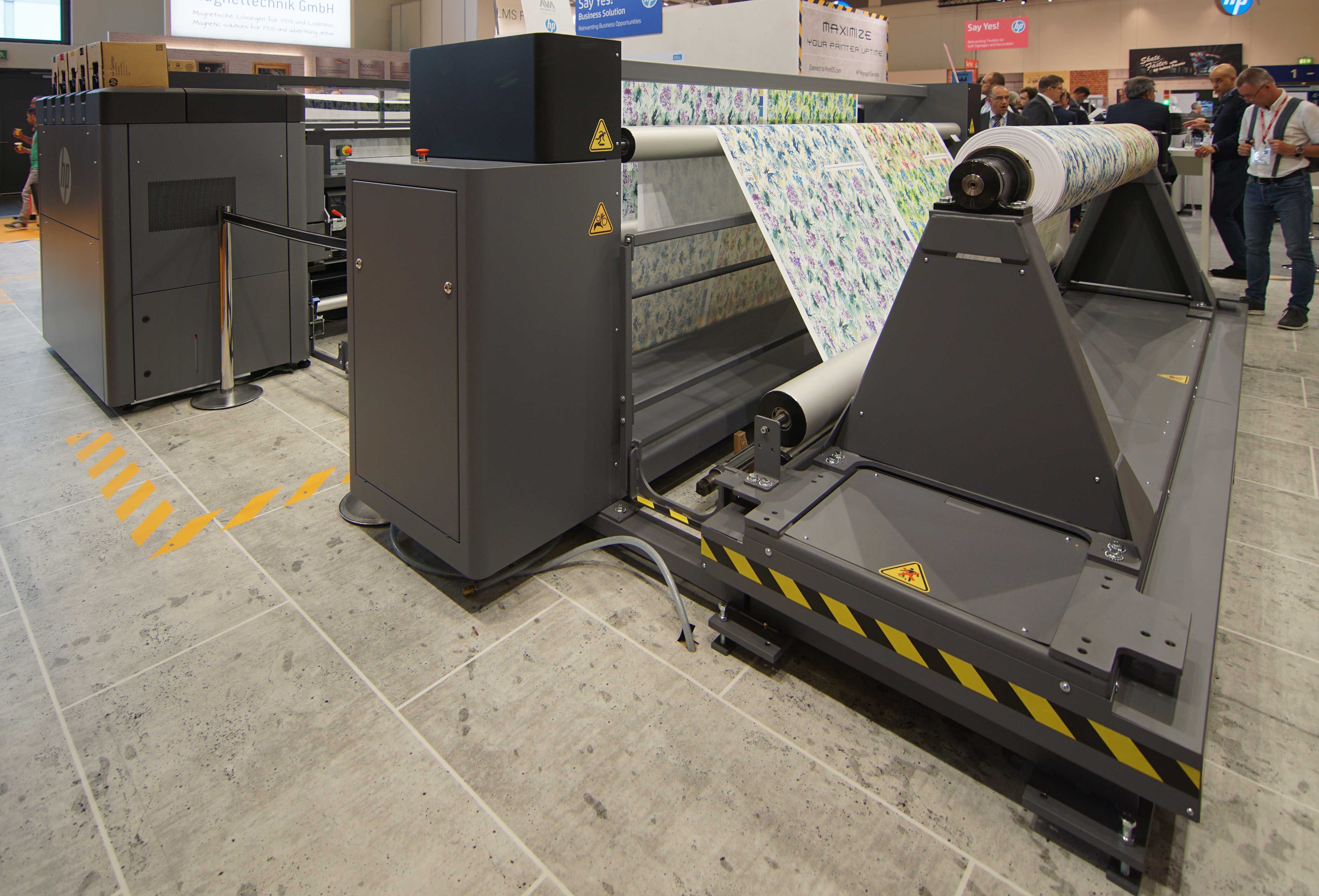
Großformat-(LFP-)Dekordruck mit Latextinten auf eine 3,50 m breite Wachstuchbahn; v. l. n. r.: Tintenstrahldruck, Trocknung, Wiederaufrollung

Die Ausstattung des Digitaldrucksystems muss außerdem dem Trocknungsprinzip der Tinten gerecht werden:
- Verhalten der Trägerflüssigkeit:
  - Lösemittel verdunstet
  - Wasser verdunstet und penetriert in das Medium, wenn möglich
  - Wasser verdunstet aus der Latex-in-Wasser-Dispersion (ausschließlich in großformatigen Latexdruckern)
- Verhalten des Bindemittels:
  - Monomere und Präpolymere härten mittels UV-Strahlung („UV-Digitaldruck“)
    - Polymerisierung unter Einsatz von UV-Strahlern (verursachen die Bildung von Ozon, das eine Absaugvorrichtung an der Druckmaschine verlangt)
    - Polymerisierung unter Einsatz von LED-UV-Arrays (ozonfreie Härtung, geringerer Energieeinsatz, weniger Wärmeeintrag)

  - Phasenwechsel von flüssig geschmolzenem zu starr wiedererkaltetem „Festtinten“-Wachs

#### Wachs- und Harzfarbe
Farbmittel lassen sich auch mitsamt dem Wachs- oder Harzbindemittel, in das sie eingebettet sind, übertragen. Bei den entsprechenden Digitaldruckverfahren kommt ein Trägermaterial (Farbfolie, Farbband) zum Einsatz, das mit jedem Druckvorgang einem schrittweisen Vorschub unterliegt, um immer ein maximales Farbangebot zu gewährleisten.
- Nadeldruck: einfarbiger mechanischer Druck einer grob auflösenden Nadelpunkte-Matrix von hinten auf ein Farbband (Prinzip Schreibmaschine); wie bei einigen Speicherschreibmaschinen werden die alphanumerischen Zeichen mit dem vor- und rücklaufenden Druckkopf nicht zeichenweise, sondern matrixzeilenweise gedruckt, wobei je nach Druckkopfgröße oder Druckmodus (Auflösung) 12 oder 24 Matrixzeilen zu einer Schreibzeile in einem oder zwei Druckkopfläufen zusammengefasst werden können
  - für Eindrucke in Formularsätze mit Selbstdurchschreibefunktion und in einfache Formulare (z. B. Arztrezepte)
  - für Ticketautomaten (auf Bahnhöfen und an Haltestellen)
  - für das Eindrucken laufender Nummern in vorgedruckte Dokumente
  - für das Drucken von Begleitzetteln bei logistischen Aufgaben
- Thermotransferdruck: punktuelle Verflüssigung der Farbe auf dem Farbband, z. B. für den einfarbigen Druck von selbstklebenden Kennzeichnungsetiketten
- Thermosublimationsdruck: mikropunktuelle Verdampfung der Wachsfarbe auf der Trägerfolie, wobei die Temperatur die Farbstoffmenge bestimmt
  - Einsatz in hochwertigen Fotodruckern
  - Bedrucken von Textilobjekten
  - Druck von höherwertigen ID- und Kundenkarten

#### Farbkupplerreaktion

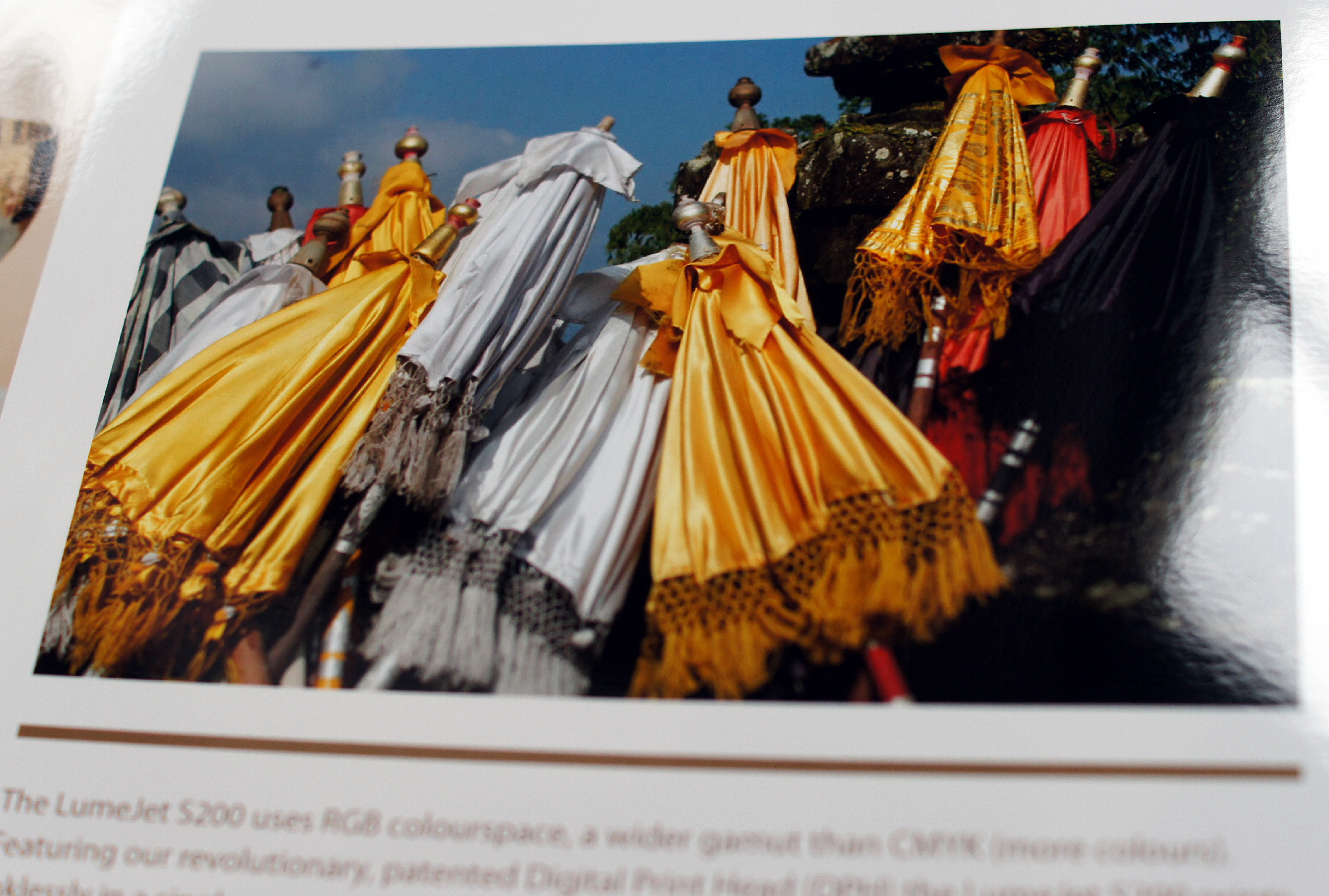
Schnelle fotorealistische Bilderzeugung im Lume-Jet-Verfahren

Beim Digitaldruck mit Farbkupplerreaktion befinden sich die farbgebenden Substanzen (Kuppler) in farblosem Zustand in der Papierbeschichtung. Durch Energieeinwirkung reagieren diese Substanzen mit einem Farbumschlag.
- Thermodruck: eine punktuelle Erhitzung der wärmeempfindlichen Papierschicht löst eine Schwärzung aus; seinerzeit für Faxgeräte entwickelt, findet Thermopapier heute nur noch bei Kassenzetteln und Quittungen Anwendungen
- Lume Jet: ein Laser-Schreibkopf belichtet Direktpositiv-Fotopapier mit roten, grünen und blauen Laserstrahlen und erzeugt hochaufgelöste Drucke in fotorealistischer Wiedergabequalität; trotz mancher Vorteile gegenüber dem Tintenstrahldruck und der beachtlichen Druckgeschwindigkeit von 1,3 m/s (305 mm × 1000 mm von der Rolle) ist die Anwendung der Technologie zu speziell auf den Bildband- und Kleinposterdruck beschränkt, so dass 2018 der Hersteller in Liquidation gehen musste[13] und jetzt mit dem vorhandenen Equipment unter der Bezeichnung L-Type als Bilderdruckdienstleister in Erscheinung tritt

### Prozesskomponente Druckeinheit(en)

#### Druckbildübertragung auf den Bedruckstoff
Ein weiteres Unterscheidungskriterium der Digitaldruckverfahren ergibt sich durch das Prinzip der Druckbildübertragung.
- direkte Übertragung:
  - kontaktlos von einer Druckkopfmatrix
  - im Kontakt mit einer Ladungsprofiltrommel oder ähnlichen Transfertrommel
- indirekte Übertragung:
  - alle Farben einzeln über einen Gummituchzylinder (Prinzip Offsetdruck, z. B. bei hp Indigo und Miyakoshi)
  - alle Farben gesammelt über ein Registertransferband (umlaufendes Gummiband, z. B. bei den elektrofotografischen Systemen von Konica Minolta, Ricoh/Heidelberg und Xerox iGen sowie im Tintenstrahldruck bei den Landa-Nanografie-Maschinen)

#### Seitenbedruckung
Ein wesentliches Kriterium ist, ob und nach welcher technischen Lösung auch die Rückseite bedruckt werden kann. So werden Simplex- und Duplexmaschinen bzw. Simplex- und Duplexmodus unterschieden, sowohl bei Rollen- als auch bei Bogendrucksystemen. Die Begriffe „simplex“ und „duplex“ wurden ursprünglich für die Kopierer und Bürodrucker eingeführt und stehen heute im Digitaldruck für die in den konventionellen Druckverfahren üblichen Begriffe „Schöndruck“ und „Schön- und Widerdruck“.
- simplex: einseitige Bedruckung (Schöndruck)
  - bei Drucksystemen, die ausschließlich einseitig bedrucken
  - bei duplexfähigen Drucksystemen, die auch im Simplexmodus drucken können
- duplex: beidseitige Bedruckung (Schön- und Widerdruck) nacheinander
  - in derselben Druckeinheit mittels Wende- oder Wiedereinzugsvorrichtung (Bogendruck)
  - in einer nachfolgenden Druckeinheit (Rollendruck)

#### Mehrfarbiger Druckvorgang

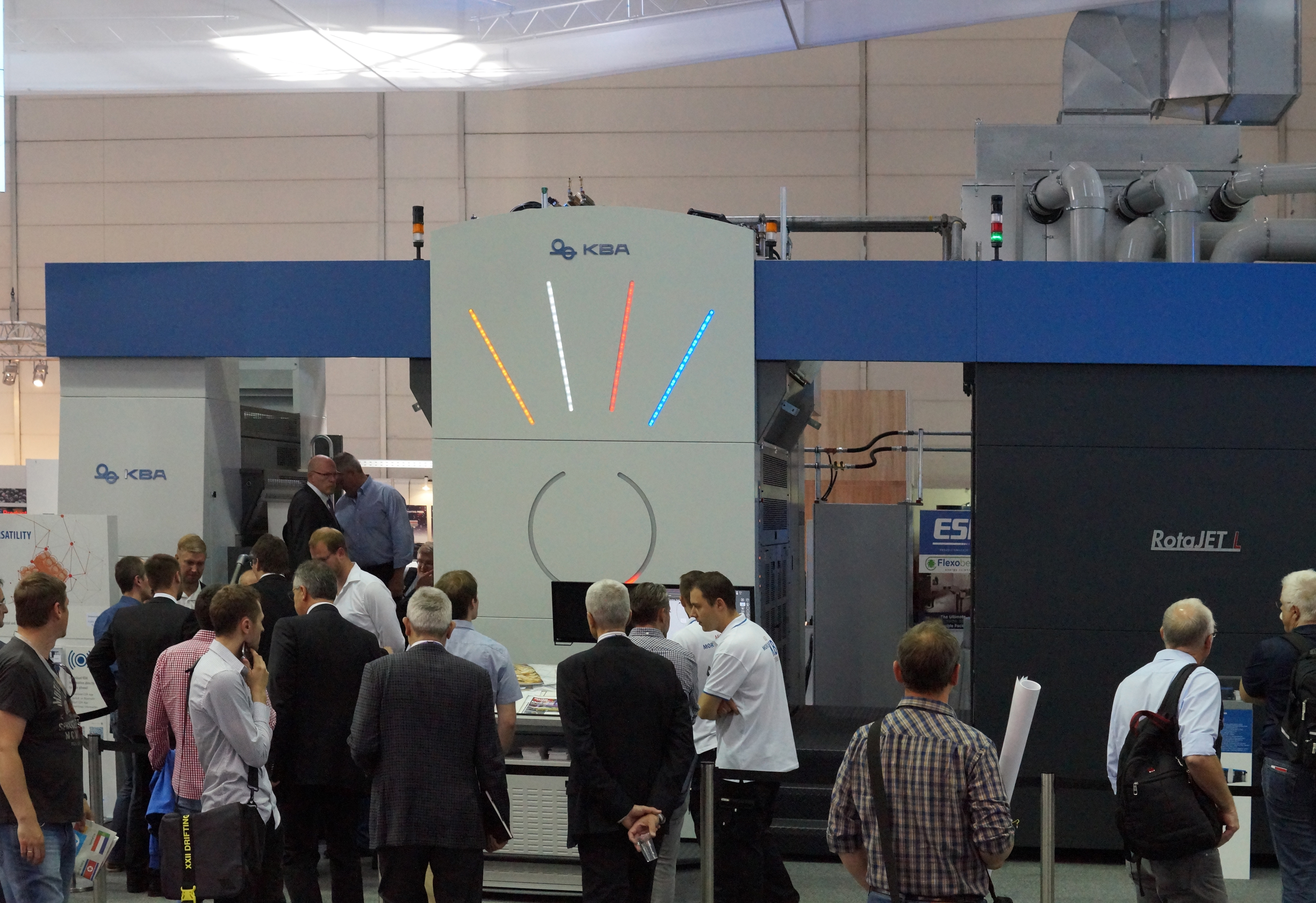
Nach dem Vorbild großer Rollenoffsetmaschinen robust und schwingungsarm konstruierte und daher mehrfarbig (Single Pass) sehr passgenau druckende Inkjet-Hochleistungsmaschine RotaJet L von Koenig & Bauer für den Zeitungs-, Zeitschriften-, Werbe- und Dekordruck (Simplex und Duplex).

Digitale Drucksysteme, die nicht nur einfarbig (monochrom), sondern mehrfarbig (Schwarz + Schmuckfarbe, vierfarbig CMYK oder CMYK + Schmuckfarben) arbeiten, weisen verfahrensbedingte Unterschiede bei der Anzahl der Mediendurchläufe auf.
- Single Pass: Übertragung aller Farben in einem Durchlauf
  - die Farben werden gemeinsam mit einer einzigen Zylinderumdrehung (Zentralzylinderkonstruktion) oder einem einzigen Registertransferbandumlauf der Druckeinheit übertragen
  - die Farben werden einzeln in mehreren hintereinander geschalteter Druckeinheiten übertragen
- Multi[ple] Pass: die Farben werden einzeln in jeweils einem Durchlauf durch die einzige Druckeinheit übertragen (in Bogendrucksystemen passiert der Bogen z. B. bei CMYK-Drucken viermal die Druckeinheit, bevor er ausgestoßen wird)

Einige Digitaldrucksysteme, vor allem aus dem unteren Preissegment ihrer jeweiligen Technologie, weisen die Schwäche auf, dass die Passgenauigkeit der einzelnen Farben im Mehrfarbendruck und die Registergenauigkeit von Vorder- und Rückseitenbedruckung im Duplexdruck mangelhaft sind. Konstruktionsbedingte Ursache ist in diesen Fällen, dass die Konzeption der Bogenführungsorgane noch aus der Kopierertechnik stammt und nicht den hohen und erfahrungsreichen Anforderungen des Präzisionsmaschinenbaus konventioneller Druckmaschinen genügt. Im Tintenstrahldruck kann dieser Effekt unter Umständen noch verstärkt werden, weil beim kontaktlosen Bedrucken die Tinte aus einer bestimmten Höhe aufgebracht wird, erst recht mit traversierenden Druckköpfen.
Dass digital auch hochpräzise gedruckt werden kann, beweisen die höherpreisigen Lösungen, sowohl die Toner- als auch die Tintendruckverfahren. Dies gelingt vor allem dann, wenn die Bahn- oder Bogenführungsorgane konzeptionell aus dem konventionellen Druckmaschinenbau stammen und mit schwingungsarm konstruierten, weil massereichen Druckeinheiten kombiniert werden.

### Prozesskomponente Software zur Arbeitsvorbereitung und Datenaufbereitung

#### Nutzungsregime: Funktionalität vs. Auslastung
Digitaldrucksysteme unterscheiden sich sehr stark nach ihrer Auslastung und der entsprechenden Funktionalität. Dort, wo permanent gedruckt wird, ist die Druckgeschwindigkeit ein wesentliches Auswahlkriterium.
- sporadische Nutzung, aber reich an Funktionen – typisch für den „Bürodruck“: Standby-Zeiten zwischen den Druckjobs; demzufolge wird man bei der Anschaffung eher Wert legen auf Multifunktionalität (Netzwerkfähigkeit, Kopieren und Faxen, Scannen und Speichern in PDF-Dateien und Versenden als E-Mails) anstatt auf Druckgeschwindigkeit
- permanente Auslastung – typisch für den „Produktionsdruck“: möglichst nahtlose Abarbeitung von Druckjob-Warteschlangen; maßgeblich ist daher die Druckgeschwindigkeit, die bei Bogendrucksystemen üblicherweise in A4-Seiten pro Minute und bei Rollendrucksystemen in Laufmeter pro Minute angegeben und dann weiter nach Farbbelegung (ein-, mehrfarbig), wählbarer Druckauflösung (Dots per inch, dpi – Punkte pro Zoll), simplex/duplex und maximalem Bogenformat bzw. maximaler Bahnbreite spezifiziert wird; leistungsmäßig beginnen die digitalen Bogenproduktionsdrucksystemen im allgemeinen Praxisverständnis ab vier Farben (CMYK), Format A3+ und 60 A4-Farbseiten/min

#### Workflow-Konzept
Drei digitaldrucktypische Geschäftsmodelle beruhen auf den folgenden organisatorisch-wirtschaftliches Konzepten der Druckdatenorganisation:
- bedarfsabhängiger Druck, Print(ing)-on-Demand (PoD): bestellmengengenaues Drucken geringer Exemplarzahlen (typisch: 1 bis 500 Exemplare) anstelle des Druckens auf Vorrat (Vermeiden von „totem Kapital“ und Lagerkosten); neben spezialisierten Dienstleistern, die die PoD-Aufträge über eine Internet-Schnittstelle akquirieren, wird PoD oft auch in Copyshops angeboten, wohin der Kunde seine Datei auf Datenträger mitbringt und auf die Ausgabe seiner Kleinauflage „zum Mitnehmen“ wartet
- ortsabhängiger Druck, Distribute-and-Print, First distribute, then print: Verteilen der Druckdateien an beliebige Ausgabeorte weltweit, wo jeweils eine bedarfsorientierte Anzahl an Exemplaren gedruckt und dadurch der Kosten verursachende Versand einer zentral gedruckten Auflage vermieden wird; Tageszeitungen bieten z. B. gern den Wirtschaftsteil als digital gedruckten Auszug für Flugpassagiere an, mittlerweile wird dieses Konzept jedoch durch den Download von E-Papers verdrängt, die auch nach Verlassen der Internetverbindung auf dem digitalen Endgerät gelesen werden können
- Druck variabler Daten, Variable Data Printing: dieses Konzept spielt das Alleinstellungsmerkmal des Digitaldrucks aus, jedes Druckexemplar mit verschiedenem Inhalt ausgeben zu können (siehe Customizing)

#### Druckauflösung vs. Produktivität
Bei der Datenstromaufbereitung am Steuerungscomputer, dem Digital Front-End (DFE), wird das Verhältnis von der Druckauflösung zur Produktivität eingestellt. Aufgrund der Abhängigkeit von der Prozessorgeschwindigkeit für die Neuberechnung des Druckbildes muss in Kauf genommen werden, dass die Druckgeschwindigkeit nur auf Kosten der Druckauflösung (niedrigere Qualitätsstufe) gesteigert werden kann, bzw. umgekehrt eine hohe Auslösung auf Kosten der Produktivität geht. Eventuell ist eine Anpassung der Rasterungsmethode erforderlich.
Die Druckauflösung wird normalerweise in Längs- und Querrichtung angegeben, z. B. 600 dpi × 600 dpi, zumal die Zahlen verfahrensbedingt nicht identisch sein müssen. Zwar ist die Druckauflösung durch die Anzahl der adressierbaren Bildpunkte bzw. Tintenstahldüsen physikalisch vorgegeben, es besteht aber technisch die Möglichkeit, die native Auflösung scheinbar zu steigern:
- durch Graustufen-Interpolation (scheinbare Verdopplung der Auflösung, z. B. von „600 dpi × 600 dpi nativ“ auf „1200 dpi × 1200 dpi interpoliert“)
- im Tintenstrahldruck außerdem durch Variation der (bis zu 7 über den Tonwertbereich verteilten) vordefinierten Tropfenvolumina (angegeben in Picoliter) oder der Punktgröße bei konstantem Tropfenvolumen (variable dot); es besteht in bestimmten Grenzen die Möglichkeit, die Geschwindigkeit durch Erhöhen der Ausstoßfrequenz (firing frequency, bis zu 50 kHz) ohne Qualitätsverlust zu steigern

#### Customizing
Die Möglichkeiten der teilauflagen- oder exemplarweisen Anpassung zu günstigen Druckkosten stellen das herausragende Alleinstellungsmerkmal aller Digitaldruckverfahren dar. Den größten Anteil bei derartigen Anwendungen machen kunden- bzw. zielgruppenbezogene inhaltliche Anpassungen aus. Selbst hohe Druckauflagen können kostengünstig inhaltlich individuell variiert werden – das Paradebeispiel für die hoch bewertete Mass Customization. Produktbeispiele sind werbewirksame Verpackungen mit dem individuellen Vornamen, das Buch mit persönlicher Widmungsseite oder die im Internet-Dialog erstellbaren Fotobücher, Fotokalender und Grußkarten, die dank der weitverbreiteten Digitalfotografie und den immer verfügbaren Smartphones ein Millionengeschäft generieren.
- Transaktionsdruck: permanenter Druck von Rechnungen, Mahnungen, Kreditkartenabrechnungen, Konto- und Depotauszügen, Policen, Lieferscheinen, Belegen usw. in standardisiertem (briefartigen) Layout, je nach Informationsmenge mit unterschiedlichen Seitenumfängen, oft ergänzt mit Werbedrucken – in dieser Kombination als Transpromo bezeichnet
- versionierter Druck: Druck mit zielgruppenspezifischen Inhalten, z. B. in verschiedenen Sprachen oder mit unterschiedlichen Preisauszeichnungen
- personalisierter Druck: Druckprodukt mit einem über die gesamte Auflage verwendeten Standard-Layout und eingefügtem personalisierten Text (Adresse, Anrede, Code, Losnummer etc.), z. B.
  - in serienbriefartigen Werbepostsendungen (Direct Mailings), also gezielt auf den Empfänger abgestimmte Werbung (Direktmarketing).
  - auf Verpackungen (personalisierte Werbung auf der Oberfläche von Versandkartons) und Etiketten (im Rahmen von Werbeaktionen, vor allem Vornamen)
- individualisierter Druck: komplett individuell zusammengestellte Bild-, Grafik- und Textinhalte, z. B. individuelle Reiseführer

#### Automatisches Ausschießen
Aus fortlaufenden Seiten bestehende PDF-Druckdokumente müssen für die Digitaldruckausgabe in numerischer Seitenreihenfolge angeliefert werden. Die in der Workflow- oder DFE-Software implementierte Lösung zur Dokument- und Datenstromaufbereitung passt in der Regel vollautomatisch die Anordnung und Reihenfolge der Seiten gemäß dem Druckformat und der Weiterverarbeitungsaufgabe an (Ausschießen).
- zusammengetragener Druck: Drucken der Endformatseiten eines Dokuments in numerischer Reihenfolge, auch im Duplexmodus, meist in Kombination mit einer Inline-Verarbeitung (Heften, Binden)
- Drucken in Strängen: Sonderform des zusammengetragenen Drucks auf digitalen Rollendruckmaschinen, wobei die bedruckte Bahn in Stränge längsgeschlitzt, die Stränge zu Blättern quergeschnitten und die Blätter zu Buchblöcken zusammengetragen und mit einer Vorderseiten-Hilfsleimung fixiert werden
- Drucken nach Ausschießschema: Drucken größerformatiger Exemplare, d. h. mit 4, 8 oder 16 Duplexseiten im Druckformat, unter Berücksichtigung einer späteren Weiterverarbeitung in einer Falz- und/oder Zusammentragmaschine

### Kombination mit anderen Druckverfahren oder Prozessen

#### Digitale und konventionelle Druckprozesse zeitlich und räumlich getrennt
Die organisatorischen und technischen Alleinstellungsmerkmale des Digitaldrucks ermöglichen wirtschaftlich interessante und zweckmäßige Anwendungsszenarien, z. B. als Prüfverfahren und als Ergänzung zu hochqualitativen Massendruckverfahren.
- Muster- und Modellproduktion, Mock-ups: Unikatdrucke, vor allem von Faltschachteln und Warendisplays, deren Anmutung in bedrucktem und fertig montiertem Zustand demonstriert wird, wobei das (in der Regel nicht digitale) Zieldruckverfahren simuliert wird
- Prüfdruck: Unikatdrucke, die das (in der Regel nicht digitale) Zieldruckverfahren simulieren
  - in seiner erwarteten Farbwiedergabe (farbverbindlicher Prüfdruck, Digitalproof), gegebenenfalls in Kombination mit dem Rastermodell des Zieldruckverfahrens
  - in Form des ausgeschossenen Druckbogens mit Vorder- und/oder Rückseitenbedruckung
- Hybridproduktion: digitale Realisierung von Druckjobs im unteren Auflagenbereich (typisch: 1 bis 500 Exemplare), wenn die übliche wirtschaftliche Auflagenhöhe des ursprünglichen Massendruckverfahrens nicht verlangt wird; maßgeblich ist die maximal erzielbare Wiedergabequalität des zu simulierenden Massendruckverfahrens (z. B. Offsetdruck)
- Komplementärproduktion: digital gedruckte Ergänzung und Vervollkommnung, z. B.
  - komplett personalisiert gedruckte Umschläge für konventionell gedruckte Zeitschrifteninhalte, z. B. „Dieses Exemplar gehört unserem treuen Leser [Vorname Name]“ bei Jubiläumsausgaben
  - digitales Eindrucken von Seitenelementen in freigehaltene Flächen in konventionell vorgedruckten Exemplaren, z. B. personalisierte Informationen unter dem Briefkopf oder in Werbedrucksachen
- Offline-Weiterverarbeitung: zeitlich gepufferte und räumlich getrennte Weiterverarbeitung der digitalen Druckexemplare
  - auf den bereits vorhandenen Anlagen für die konventionelle Druckproduktion (Zwischenlagerung und Transport auf Paletten zur ersten Weiterverarbeitungsstation)
  - auf speziellem Veredelungsequipment
    - für typische Digitaldruckprodukte, z. B. zum Laminieren mit Klarsichtfolie oder zum Kaschieren auf rahmenlose Bildunterlagen
    - für den digitalen Schilderdruck (Digital Signage Printing), z. B. das Eloxal-Versiegeln der aufgedruckten Tinten unter einer glasklaren schützenden Eloxalschicht, die fest im Aluminiumschild eingebettet wird, wodurch die Drucke widerstandsfähiger gegen mechanische, thermische und chemische Einflüsse sind
- Nearline-Weiterverarbeitung: modular organisierte Offline-Weiterverarbeitung im unmittelbaren Umfeld der Digitaldruckmaschinen

#### Prozessintegrierter Digitaldruck

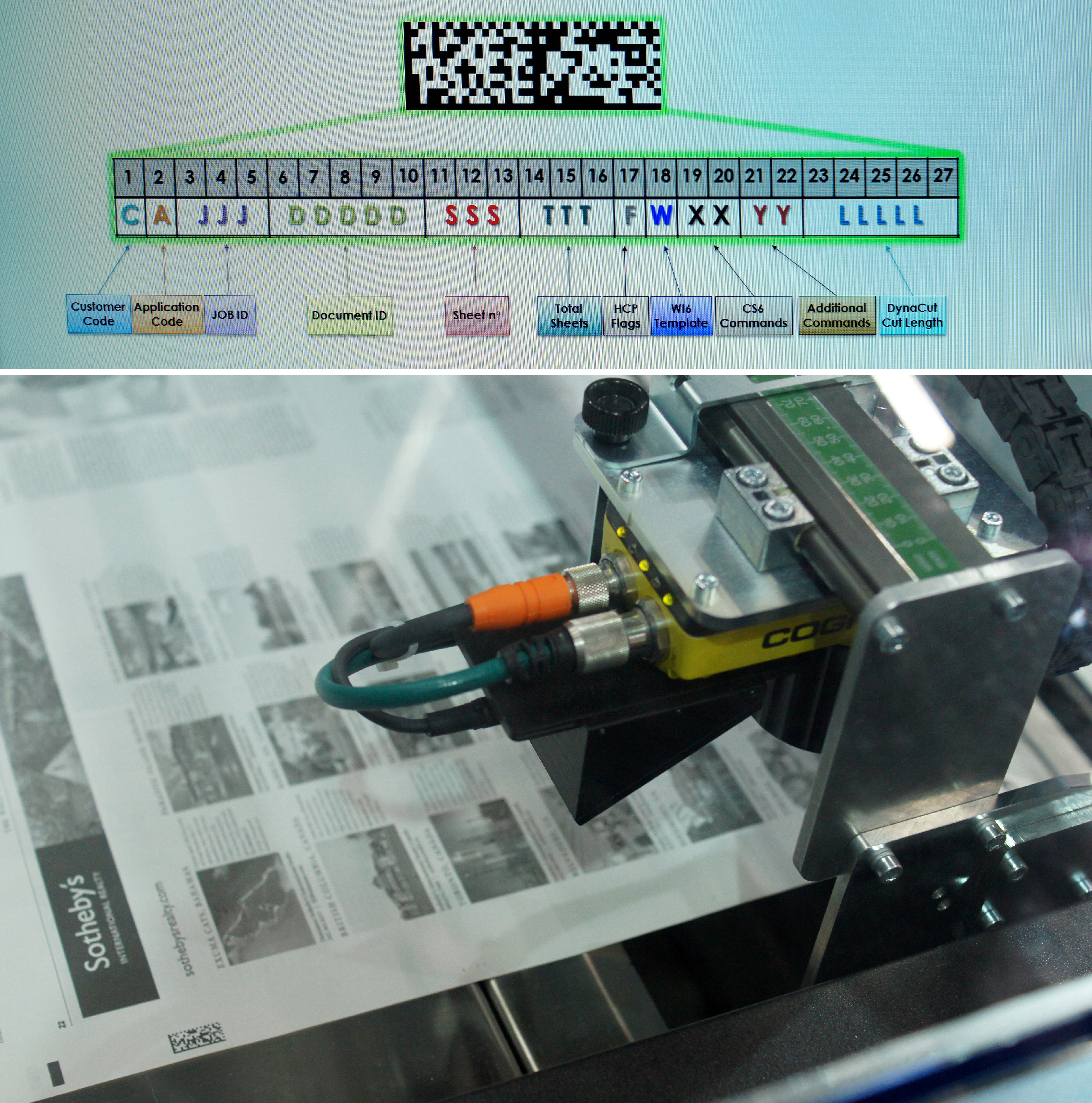
Erzeugen und Verstehen eines Datamatrix-Codes, der im Beschnittbereich digital eingedruckt wird, zum Rückverfolgen jedes Exemplars (mittels Kamera, siehe unten) in der Prozesskette Druck und Weiterverarbeitung

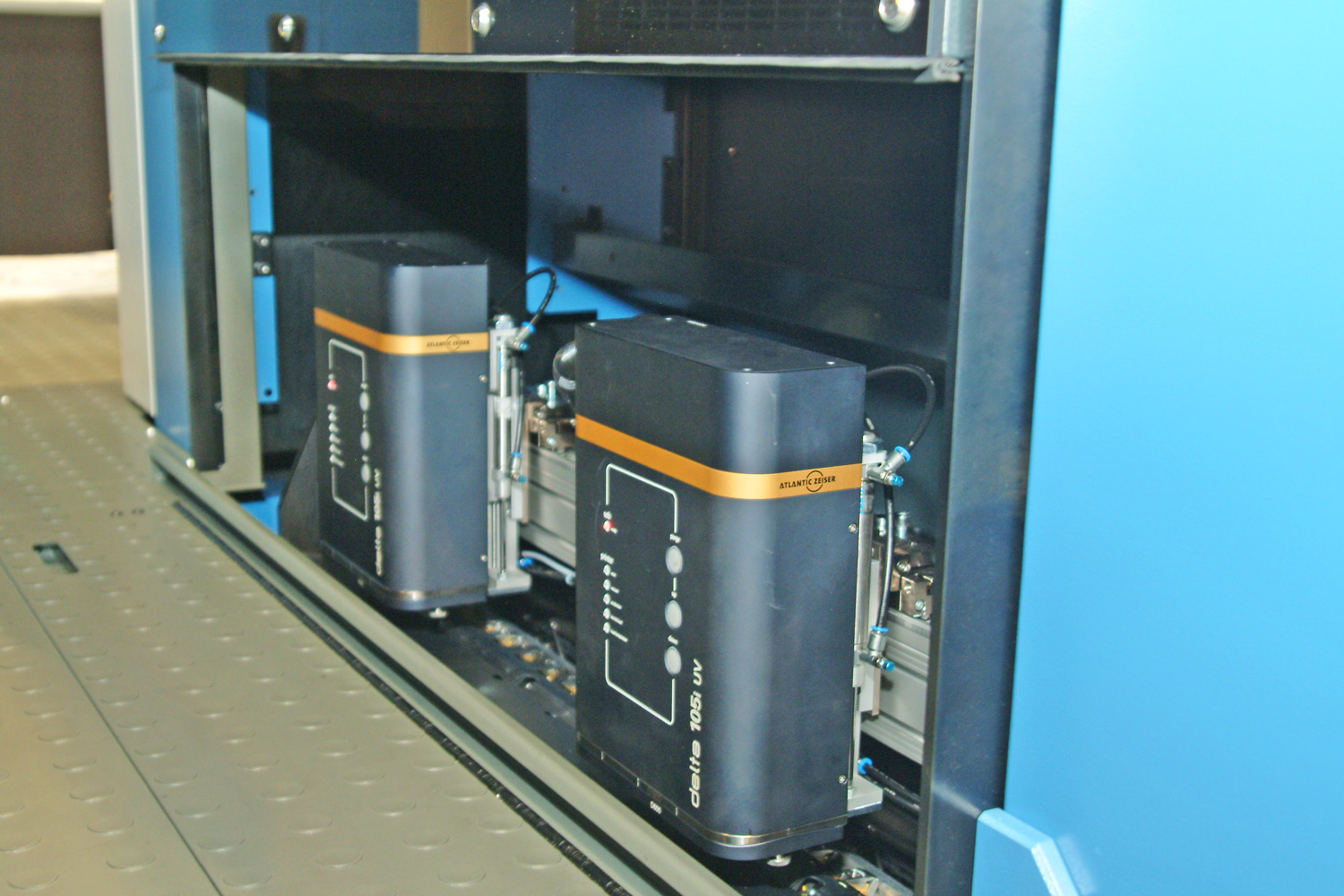
Inkjet-Eindruckmodule zum Markieren oder Kodieren aller Druckbogen in einer Offsetdruckmaschine

Der prozessintegrierte Digitaldruck reicht vom Kennzeichnen über das Eindrucken bis hin zur vollautomatischen Inline-Herstellung kompletter Druckprodukte. Simple Kennzeichnungs- und Kodierungsaufgaben werden mit niedrigauflösenden Matrixdruckköpfen im Nadeldruck- oder Tintenstrahldruckverfahren oder alternativ mittels Laserablation realisiert. Anspruchsvolle Eindrucke mit Bild- und Textinhalten müssen mit hochauflösenden Verfahren wie Tintenstrahldruck oder der Elektrofotografie durchgeführt werden.
- digitales Eindrucken von Seitenelementen in freigehaltene Flächen während des Druckens in der konventionellen Druckmaschine, z. B. Artikel oder Anzeigen mit regionalem oder zielgruppenbezogenem Inhalt in Zeitungen
- digitale Kennzeichnung:
  - Chargennummer und Mindesthaltbarkeitsdatum auf Verpackungen, Verschlüssen und Etiketten
  - laufende Nummern auf Tickets, Losnummern (oft digital überdruckt mit Rubbellack) auf Gewinnscheinen und in Werbedrucksachen
  - Codes auf Druckbogen zwecks Rückverfolgbarkeit oder Organisation der Endfertigung
- Inline-Weiterverarbeitung: nahtlose Weiterverarbeitung der digitalen Druckexemplare, z. B. zu Broschüren oder zu gefalzten und kuvertierten Mailings, auf speziell für Digitaldruckproduktion konzipierten Anlagen

## Abgrenzung des Digitaldrucks zu anderen Verfahren oder Szenarien

### „Computer-to-…“
Nicht zum Digitaldruck gezählt werden gemäß der oben gegebenen Definition alle Technologien, bei denen Druckformen in der Druckmaschine bebildert werden. Anstatt von „Computer-to-Print“ spricht man in diesen Fällen von „Computer-to-Press“ oder „integriertem Computer-to-Plate“. Demzufolge lässt sich auch die Risografie zumindest technisch nicht in den Digitaldruck einordnen, denn hierbei wird eine siebartige Papier- oder Folienschablone, also eine statische Durchdruckform digital gesteuert erzeugt. Aufgrund ihres geringen Materialwerts rechtfertigt die Schablone jedoch durchaus digitaldrucktypische Auflagenhöhen ab 10 Exemplare.

### Kopierer und Multifunktionssysteme
Der Übergang zwischen einem leistungsfähigen Fotokopierer und einem Digitaldrucksystem ist fließend. Kopierer weisen oft noch Möglichkeiten zum Speichern und Versenden (Fax, E-Mail) der Druckvorlage auf und werden demnach auch als Multifunktionsgeräte bezeichnet. Hauptsächlich die höhere Druckgeschwindigkeit und die Beschränkung auf die Scan- und Druckfunktion zeichnen Digitaldrucksysteme gegenüber Kopierern aus. Je nach Anwendung verfügen Digitaldrucksysteme auch über eine höhere Auflösung. Bei Farbdrucksystemen kommt noch die Stabilisierung der wunschgemäßen Farbwiedergabequalität hinzu, weshalb Digitaldrucksysteme über ein Farbmanagementsystem verfügen. Ungeachtet dessen betreiben viele Copyshops als Angebotsergänzung den Digitaldruck auf ein und demselben Multifunktionsgerät, das in der Regel im vierfarbigen Laserdruckverfahren arbeitet.

### 3D-Druck

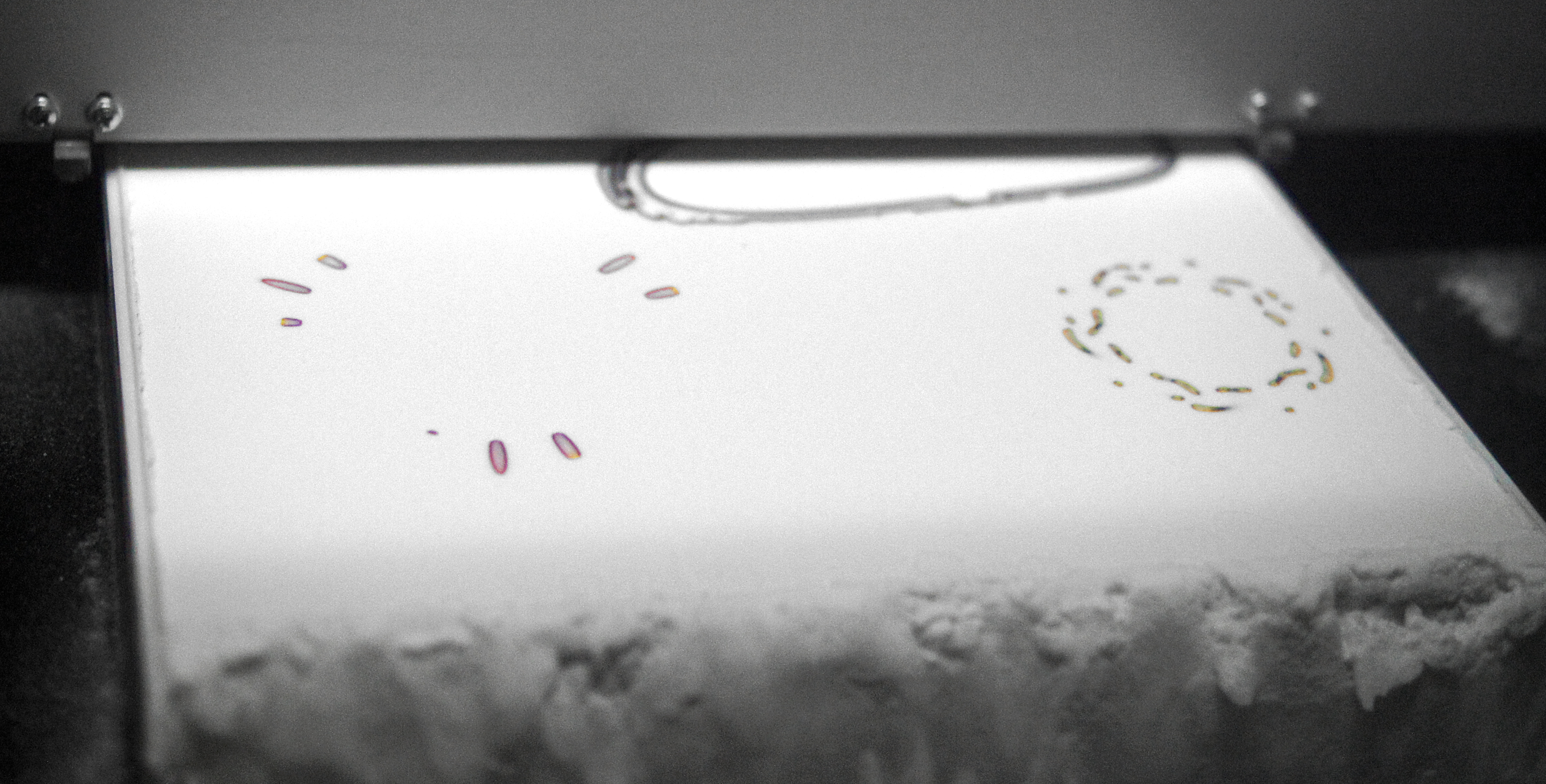
3D-Drucker, der nach dem Binder-Jetting-Prinzip arbeitet; mit Inkjet-Druckköpfen wird farbiges Bindemittel in ein Pulverbett gespritzt, wodurch schichtweise von unten nach oben ein buntes Objekt (hier Blumenblüten) aufgebaut wird

Der Begriff 3D-Druck an sich ist irreführend, handelt es sich doch nicht um das Beschichten von Oberflächen mit Farbe, was das Drucken schlechthin ausmacht, sondern – präziser ausgedrückt – um eine additive Fertigung, also den schichtweisen Aufbau dreidimensionaler Objekte. Daran ändert die Tatsache, dass sich einige additive Fertigungsverfahren der digitalen Drucktechnologie des Tintenstrahldrucks bedienen, z. B. Binder Jetting (3DP) und Multi Jet Modeling (MJM), nichts.
Gleichwohl ist das additive Aufbringen leitfähiger Struktur mit dem Fused Deposition Modeling (FDM) bzw. Fused Filament Fabrication (FFF) nur eine Brückentechnologie. Sinnvoller erscheint der robotergestützte funktionale Digitaldruck leitfähiger Tinten auf beliebigen Oberflächenformen.

## Wachstumsprognose für den Digitaldruck
In anfänglicher visionärer Euphorie überschätzt, kristallisieren sich nunmehr nachvollziehbare Wachstumsprognosen für die Marktanteile des Digitaldrucks heraus. Der von der Druckfachmesse drupa 2016 veröffentlichte „Global Trends Report“ hat in einer Unternehmensbefragung festgestellt, dass „digitale Technologien am schnellsten zulegen (durchschnittlich um 28% jährlich)“. (…) „Funktionsdruck ist eine Wachstumsbranche für den Siebdruck (+11%), wobei auch hier digitale Technologien sehr wichtig sind.“ (…) „Obwohl der größte Teil des Umsatzes noch immer von konventionellen Druckverfahren generiert wird, legt der Digitaldruck mengen- und wertmäßig stetig zu. Eine Ausnahme ist der Verpackungsdruck, wo nur 13% der Befragten berichteten, dass dieser über 2% des Umsatzes ausmache (im Vergleich zu 35% für Akzidenz, 24% für Verlagswesen und 59% für Funktionsdruck). Digitaldruck kann seine Vorteile vor allem dann ausspielen, wenn es darum geht, variable Inhalte zu drucken: 59% der Funktionsdruckbetriebe und 35% der Akzidenzdrucker berichten, dass über 25% ihrer Digitalumsätze auf variable Inhalte entfallen.“

## Richtlinien, Standards und Qualitätszertifikate

### Richtlinien

#### Systemprüfung Digitaldruck
Im Dezember 2018 veröffentlichten der Bundesverband Druck und Medien und das Fogra Forschungsinstitut für Medientechnologien die gemeinsam erarbeitete Richtlinie „Technische Prüfung von Bogendrucksystemen mit elektrofotografischer Druckbildübertragung“. Dieses Regelwerk ermöglicht eine objektive Bewertung der Leistungsfähigkeit von Tonerdrucksystemen anhand standardisierter Qualitätskriterien und Prüfverfahren. Sowohl die Anbieter als auch die Anwender können damit wichtige Qualitätseigenschaften der Drucksysteme ermitteln, vereinbaren und überprüfen, was vor allem bei Investitionsentscheidungen und Vertragsabschlüssen eine Rolle spielt.
Im Fokus der 15 Prüfkriterien stehen Bild- und Farbwiedergabe sowie Passer- bzw. Registerprüfungen und gelten für elektrofotografische Bogendrucksysteme bis Format SRA3 (320 mm × 450 mm). Da sich die angebotenen Digitaldrucksysteme im Hinblick auf Preis und Leistungsfähigkeit stark unterscheiden, enthält die Richtlinie zu jedem Prüfkriterium anstelle konkreter Grenzwerte eine Werteskala, die das Qualitätsspektrum marktüblicher Drucksysteme zeigt. Zur besseren Orientierung sind dort außerdem die für den Offsetdruck typischen Qualitätswerte markiert. Auf diese Weise können die Vertragspartner die Systemeigenschaften mit den jeweiligen Anforderungen abgleichen.
Die Richtlinie wird durch die benötigten Testdruckdateien im Bogenformat SRA3 ergänzt. Da sich die damit erzeugten Drucke teilweise nur mit speziellen Messsystemen bzw. Softwarelösungen zuverlässig auswerten lassen, ist für die Systemprüfung eventuell externe Unterstützung erforderlich.

#### Arbeitsblätter der Berufsgenossenschaft ETEM
Im Digitaldruck stehen Vorsichtsmaßnahmen und Handlungshilfen zu Arbeitssicherheit, Gesundheits- und Umweltschutz im Mittelpunkt der Berufsgenossenschaft Energie, Textil, Elektro, Medienerzeugnisse (BG ETEM):
- „Gefährdungsbeurteilung – Praxishilfe für den Digitaldruck (04/18)“ mit Checklisten[20]
- Brancheninformation „Tonerbasierte Digitaldrucksysteme“ (Freisetzung von Ozon, VOCs, Chemikalien und Staub; Absaugung und Schutzkleidung)[21]
- „Tonerstäube“: Handlungshilfen und Fachveröffentlichungen[22]
- „InkJet-Digitaldruck“: Sicherheitstechnik, Arbeitsstoffe und Gesundheitsschutz (Freisetzung von Ozon und VOCs, Hazard-Bewertung von Lösemitteln; Arbeitsplatzgestaltung, Absaugung und Schutzkleidung)[23]
- Broschüre „Sicheres Arbeiten im Inkjet-Digitaldruck“: Die Broschüre informiert über Gefährdungen und Schutzmaßnahmen beim Umgang mit großformatigen Digitaldruckmaschinen (wesentliche Aspekte der Sicherheitstechnik, z. B. im Hinblick auf bewegte Maschinenteile, chemische Gefährdungen durch Farben, Tinten und Lösemittel, sowie der Arbeitsplatzgestaltung, z. B. beim Schneiden, Lagern und Transportieren, und organisatorische Aspekte).[24]

### Standards
Weil der Digitaldruck eine heterogene Verfahrensgruppe repräsentiert, existieren nur wenige verfahrensübergreifende Standards. Meistens spiegeln sich normungswürdige Kriterien in verschiedenen Standards wider, die weitgehend der Systematik der Prozesskomponenten folgt. Die englischen Originaltitel der Standards und ihre deutsche Übersetzung des Beuth Verlags können abweichende Begrifflichkeiten aufweisen. Mit TS gekennzeichnete ISO-Dokumente haben lediglich den informativen Status einer Technischen Spezifikation.

#### Verfahrensübergreifend
- ISO 12647: Graphic technology – Process control for the production of half-tone colour separations, proofs and production prints (Prozesskontrolle für die Herstellung von autotypischen Farbauszügen, Prüfdrucken und Auflagendrucken) – Teil 7: Proofing processes working directly from digital data; Teil 8: Validation print processes working directly from digital data
- ISO 15311: Graphic technology – Requirements for printed matter for commercial and industrial production (Anforderungen an Digitaldruckerzeugnisse für die kommerzielle und industrielle Produktion) – Teil 1/TS: Measurement methods and reporting schema (Parameter und Messmethoden); Teil 2/TS: Commercial printing (Drucken zur kommerziellen Produktion); Teil 3/FograSpec: Großformatiger Digitaldruck
- ISO/IEC 24712, ISO/IEC 19798 und ISO/IEC 2471: Testbilder für Farbdrucker
- Medienstandard Druck 2018: Systematik typischer Anwendungsfälle für digitale Druckverfahren und die dazugehörigen Arbeitsfarbräume, ISO-Papierkategorien, technischen Kriterien und Austauschdatenformate[25]

#### Medien und Druckfarben
- ISO 2836 (DIN ISO 2836): Graphic technology – Prints and printing inks – Assessment of resistance of prints to various agents (Bestimmung der Beständigkeit gegenüber verschiedenen Agenzien): chemische Beständigkeiten von Drucken und Druckfarben inkl. Toner und Tinten[26]
- ISO 21139-21/TS (Entwurf): Permanence and durability performance in commercial applications – Part 21: Display window – Light and ozone stability: Licht- und Ozonbeständigkeit von Digitaldrucken und Fotoabzügen in Schaufenstern und hinterleuchteten Plakatwänden[27]
- ISO 18055-1: Photography and imaging – Inkjet media: Classification, nomenclature and dimensions – Part 1: Photo-grade media (paper and film)[28]
- DIN 53131: Prüfung von Papier – Inkjet-Medien[29] Teil 1: Cockle-Test, Teil 2: Trocknungszeit, Inkjet-Testform[30][31]; Teil 3: Druckbildqualität – optische Auflösung, optische Dichte, Farbwerte, Druckbildstörungen[32]

#### VDP, Customizing
Für den Druck variabler Daten (VDP) anwendbare Seitenbeschreibungssprachen (Auswahl) und ihre Adaption in ISO-Standards und Richtlinien:
- APS, IPDS: IBM Advanced Function Presentation mit variabler Aufbereitung des Datenstroms Intelligent Printer Data Stream[33] wird herstellerübergreifend unterstützt
- FreeForm: ohne spezifische Software für die VDP-Dokumentgestaltung anwendbar,[34] wird in allen EFI-Fiery-RIPs unterstützt
- PCL: Hewlett-Packard Printer Command Language[35], wird herstellerübergreifend unterstützt
- PDF: Adobe PDF kann in nahezu allen VDP-Workflows zu softwarespezifischem Optimized PDF konvertiert werden
- PDF/VT: Druck personalisierter Transaktionsdokumente, oft mit Werbung kombiniert (variable transactional and transpromotional work) auf Basis von PDF-Dokumentseiten; wird als eines der Zielformate von Optimized-PDF-Algorithmen herstellerübergreifend unterstützt
  - ISO 16612: Graphic technology – Variable printing data exchange (Variabler Druckdatenaustausch); Teil 2: Using PDF/X-4 and PDF/X-5 (PDF/VT-1 and PDF/VT-2)[36]; Teil 3 (Entwurf): Using PDF/X-6 (PDF/VT-3)[37]
  - PDF/VT Application notes (Anwendungshinweise)[38]
- PostScript: Adobe-PostScript-Dateien unterschiedlicher Levels (1, 2, 3) werden in VDP-Workflows verschiedener Lösungsanbieter zu einem softwarespezifischen Optimized PostScript umgewandelt, das nicht mit anderen Lösungen kompatibel ist[39] und deshalb bei Bedarf zu PDF/VT konvertiert wird
  - VIPP: das durch die Xerox Variable-data Intelligent PostScript Printware optimierte PostScript wird auch auf Xerox-fremden Systemen unterstützt[40]
- PPML: Personalized Print Markup Language; PPML und das dazugehörige Template-Format PPMLT werden herstellerübergreifend unterstützt
  - Printing On Demand initiative (PODi) – The Digital Printing Initiative: PPML-Spezifikation und -Werkzeuge[41]
  - PPML/VDX: The Committee for Graphic Arts Technologies Standards (CGATS) gibt eine eigene, erweiterte PPML-Spezifikation heraus: Personalized Print Markup Language/Variable Data Exchange (PPML/VDX)[42]
  - ISO 16612-1: Variable printing data exchange – Part 1: Using PPML 2.1 and PDF 1.4 (PPML/VDX-2005)[43]
  - JLYT, SNAP: J-Layout und seltener Swift Native Accelerated Personalization sind native Dokumentformate, die im HP SmartStream Designer für die HP-Maschinenreihe indigo Press erzeugt werden und Elemente von PPML verwenden[44]
- PDF/VCR: ISO 16613-1: Graphic technology – Variable content replacement – Part 1: Using PDF/X for variable content replacement (PDF/VCR-1)[45]; wird herstellerübergreifend unterstützt
- XMP: die Microsoft XML Paper Specification wurde als Alternative zu Adobe PDF entwickelt; Dokumente in XMP und dem nicht kompatiblen Open XMP von ECMA International werden in Windows 10 unterstützt, spielen aber bestenfalls im Netzwerkdruck von Unternehmen eine Rolle

Ferner können Grafikdateiformate wie DCS, EPS, GIF, JPEG und TIFF (anstelle von PostScript oder PDF/X) direkt und mit variablem Text kombiniert gedruckt werden.

#### Energieverbrauch entsprechend dem Nutzungsregime
- ISO 20690: Graphic technology – Determination of the operating power consumption of digital printing devices (Bestimmung des Energieverbrauchs von Digitaldruckgeräten im Betriebszustand); vorzugsweise anzuwenden auf den permanenten digitalen Produktionsdruck mit Bogen- und Rollendrucksystemen, jedoch nicht für den Großformatdruck (LFP/WFP)[46]
- ISO 21632: Graphic technology – Guidelines to determine the energy consumption of digital printing devices including transitional and related modes (Leitfaden für die Kalkulation des Energieverbrauchs von Digitaldruckmaschinen für den Kleinauflagendruck im Übergangsmodus und den dazugehörigen Modi); vorzugsweise anzuwenden auf sporadisch genutzte Drucksysteme mit höherem Stand-by-Anteil[47]

### Qualitätszertifikate
Qualitätszertifikate für den Digitaldruck dokumentieren eine standardisierte Datenaufbereitung und die im jeweiligen Digitaldruckverfahren erreichbare Druck- und Farbwiedergabequalität. Sie sind das abschließende Ergebnis von beauftragten Beratungsleistungen, in deren Rahmen der Ist-Zustand erfasst, analysiert und optimiert wird, bis die Digitaldruckerei schließlich selbständig in der Lage ist, die geforderte Qualität zu erzielen. Die Bewertungen erfolgen verfahrensübergreifend und für verschiedene Produktionsszenarien des Digitaldrucks, wobei auch die sehr hohe Qualität des Offsetdrucks zum Maßstab genommen werden kann, nämlich wenn eine Hybrid- und Komplementärproduktion umgesetzt werden soll. Die Optimierung berücksichtigt mehrere relevante ISO-Standards über die eigentlichen Digitaldrucknormen hinaus, d. h. Standards zur Datenaufbereitung und Messtechnik.
- QualitätsSiegel Digitaldruck (QSD): Das geprüfte Unternehmen muss nachweisen, dass es über eine hohe Beratungs- und Medienkompetenz verfügt, professionell und standardisiert arbeiten kann, eine verlässliche Druckqualität auf höchstem Niveau (über die gesamte Auflage und homogen im Druckformat) liefert, eine einheitliche Farbwiedergabe bei unterschiedlichen Produkten und Druckverfahren garantieren kann und sicher im Umgang mit variablen Daten agiert.[48]
- ProzessStandard Digitaldruck (PSD): baut im Wesentlichen auf ISO 15311 auf und prüft auch die Umsetzung damit verknüpfter ISO-Normen[49]

## Aus- und Weiterbildung

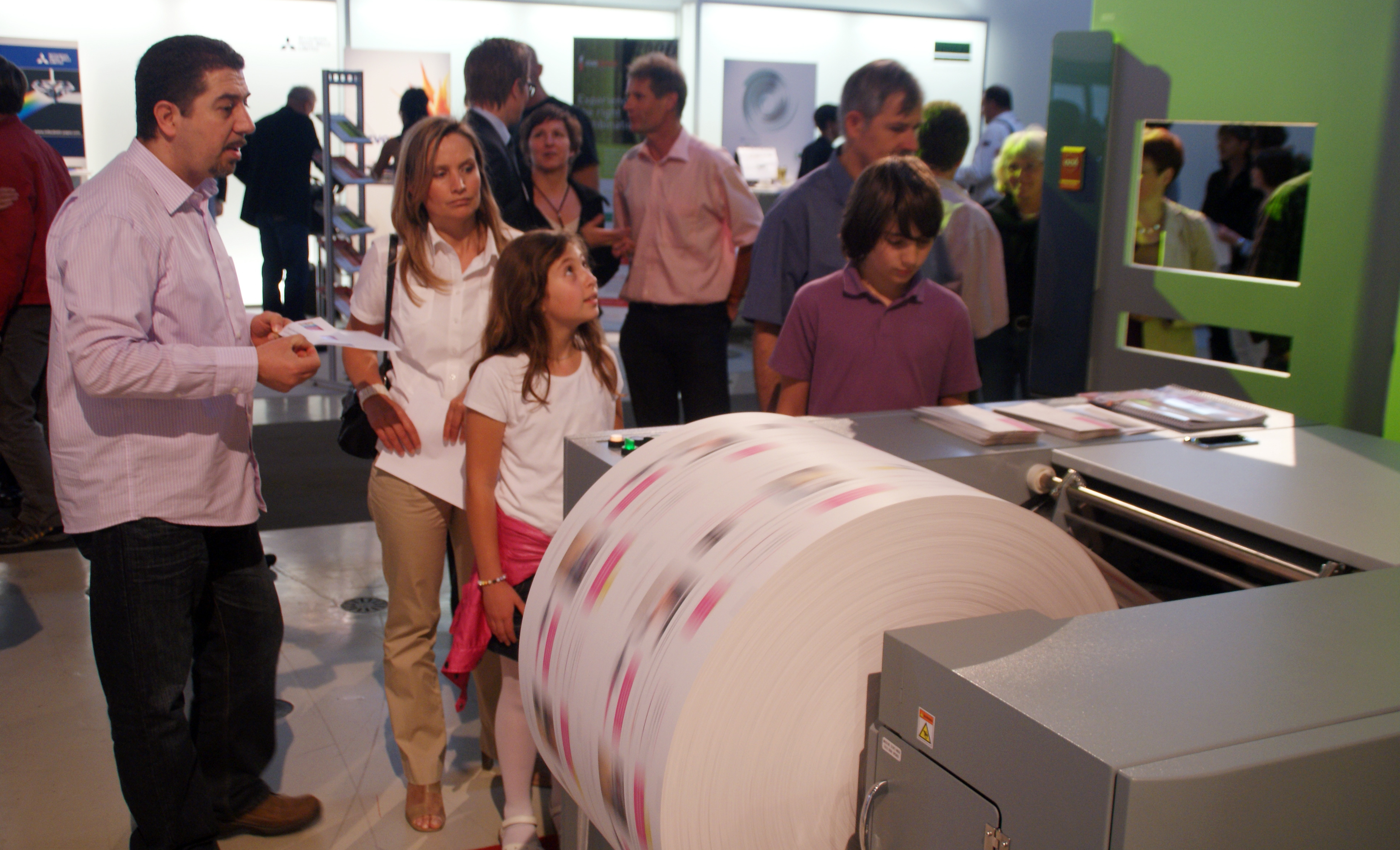
Interesse am Beruf des Digitaldruckers weckt der Océ-Familientag in Poing.

Aufgrund der Verfahrens- und Anwendungsvielfalt des Digitaldrucks gibt es kein einheitliches Berufsbild „Digitaldrucker“. Da sich generell die Berufsinhalte des Druckers und anderer Tätigkeiten in der Druckindustrie gewandelt haben, nicht zuletzt, um der Verknüpfung mit den digitalen Medien sowie der digitalen Transformation allgemein Rechnung zu tragen, fand der Digitaldruck in den letzten Jahren besondere Berücksichtigung bei der Überarbeitung der offiziellen Bildungsangebote.
In der Praxis ist aber auch eine betriebsinterne Zusatzqualifizierung nicht unüblich. Wird eine Digitaldruckmaschine angeschafft, werden die in Frage kommenden Beschäftigten (oftmals Offsetdrucker, aber auch Mitarbeiter aus wegrationalisierten Abteilungen oder gänzlich ungelernte Arbeitskräfte) einfach angelernt und eingearbeitet, wofür die Maschinenlieferanten Instruktoren entsenden und Lernkurse vor Ort anbieten.
Die Besonderheiten eines Digitaldruck-Workflows werden den Anwendern auch durch spezialisierte Technikberater in Schulungen nähergebracht. Dies sind in Deutschland und Österreich einige Berater in den Druck- und Medienverbänden und der Fogra sowie in der Schweiz die Berater in der PDFX-ready-Initiative. Darüber hinaus sind freiberufliche Berater unterwegs.

### Deutschland

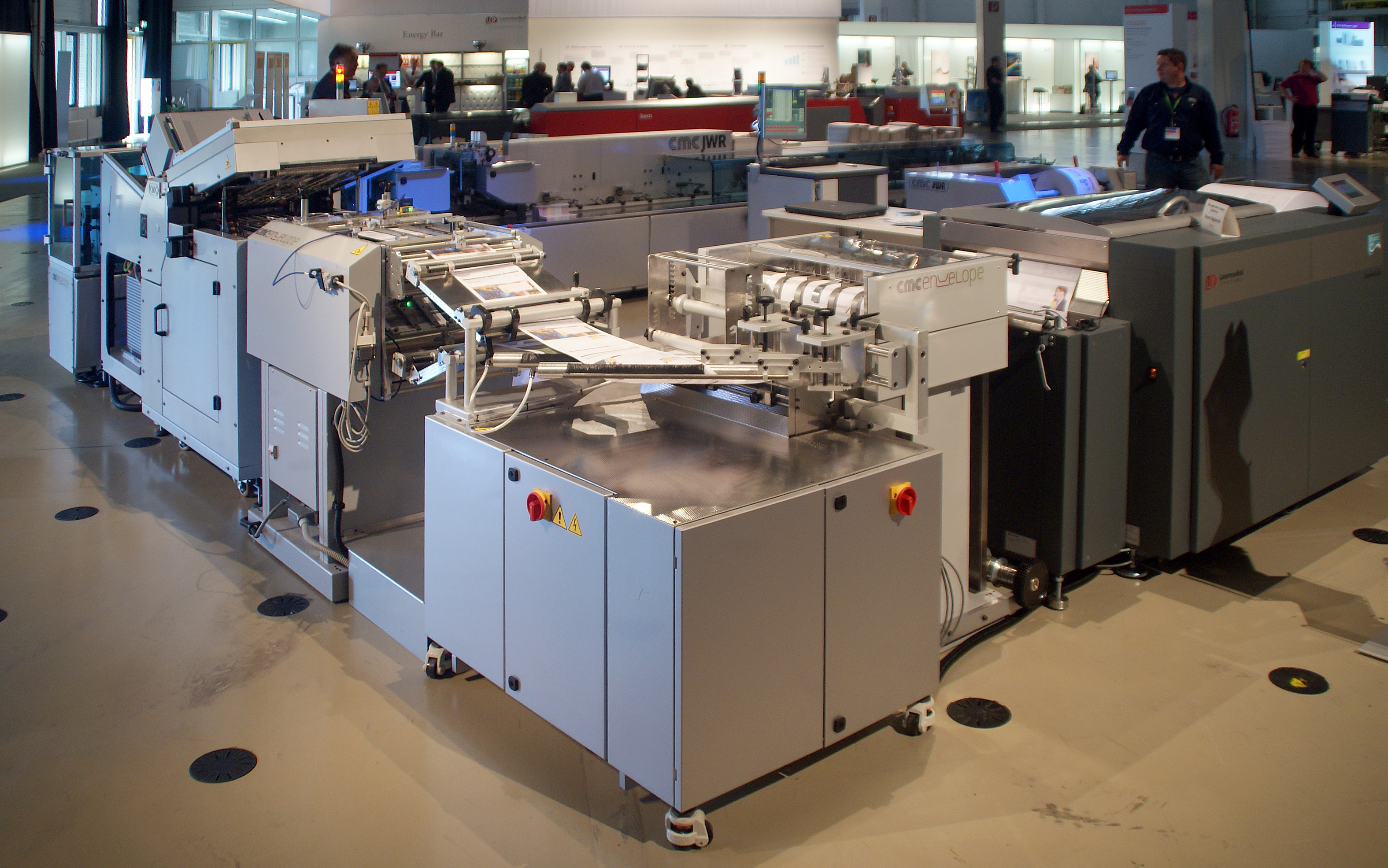
Weiterverarbeitung in der Mailing-Produktion; im UZS: Abrollung der personalisierten Drucke, Querschnitt zu Einzelbogen, 90°-Drehung, Parallelfalzung im Zwei-Taschen-Falzapparat, Einstecken in Kuverts, Verschließen und ggf. Inkjet-Adressierung

Die offiziellen Wege zum Digitaldrucker sind in der BVDM-Broschüre Qualifizierung nach Maß im Digitaldruck zusammengefasst. Bei drei Berufsausbildungsangeboten mit Abschlussprüfung durch den Zentralen Fachausschuss Medien kann eine Digitaldruck-Spezialisierung erfolgen, nämlich in den Ausbildungsberufen
- „Medientechnologe Druck“[52],
- „Medientechnologe Siebdruck“[53],
- „Mediengestalter Digital und Print“[54].

Hierzu stehen die Qualifikationsprofile „Digitaldruck“ (Schwerpunkt Personalisierung/Individualisierung) bzw. „Großformatiger Digitaldruck“ (Schwerpunkte typisch für Siebdruckbetriebe) zur Verfügung. Die Auszubildenden stellen sich ihre Profile aus obligatorischen und fakultativen (den betrieblich konkreten Anforderungen folgend) Modulen sinnvoll zusammen: Datenbankanwendung, virtuelle Druckform, digitale Bildbearbeitung, Datenvorbereitung, Datenausgabeprozesse, Digitaldruckprozess, Mailing-Produktion, Produktbe-/-verarbeitung, Hard- und Software.
Mittlerweile gibt es auch Weiterbildungsangebote mit Prüfung, nämlich
- das dreiteilige Seminar „Geprüfter Digitaldruck Professional nach VDM“[55] für Beschäftigte in Druck- und Mediendienstleistungsbetrieben; der Digitaldruck Professional ist eine gemeinsame Initiative der Landesverbände Druck und Medien Baden-Württemberg, NordWest und Bayern
- den Expertenkurs Digitaldruck zum „Geprüften Medienproduktioner/f:mp.“ für Beschäftigte in Werbe- und Produktionsagenturen[56]

### Schweiz
Die paritätische Berufsbildungsstelle (PBS) – getragen u. a. von der viscom – swiss print & communication association und auch unterstützt vom Verband der Schweizer Druckindustrie (VSD) – betreut und prüft verschiedene Medien-Berufsbilder. Als Abschluss wird das Eidgenössische Fähigkeitszeugnis (EFZ) ausgestellt. Die Ausbildungsberufe mit Digitaldruck-Spezialisierung sind vergleichbar denen in Deutschland strukturiert und heißen hier
- „Medientechnologe Print“
- „Medientechnologe Siebdruck“
- „Medientechnologe Printmediatechnik“

Bei der Weiterbildung gibt es neben der Möglichkeit, den aus Deutschland angebotenen Expertenkurs Digitaldruck „Geprüfter Medienproduktioner/f:mp“ zu belegen, teilweise privat organisierte und nicht regelmäßig durchgeführte Seminare:
- Weiterbildung Medientechnologe in der Fachrichtung Digitaldruck, durchgeführt durch die Beratungsgesellschaft Digital Print Innovations AG[59]
- Lehrgang „Variabler Data Operator“ der VSD-Fachgruppe Vereinigung Druck Schweiz (VDS)[60]

### Österreich
In Österreich gibt es nur einen Ausbildungsberuf mit Spezialisierung im Digitaldruck, und zwar den des Druckers mit Lehrabschlussprüfung (LAP):
- „Lehrberuf DrucktechnikerIn – Schwerpunkt Digitaldruck“.[61]

Das Berufsförderungsinstitut (BFI) und das Wirtschaftsförderungsinstitut (WIFI) bieten zur Weiterbildung verschiedene Kurse und Kollegs an, die allerdings auf den bereits vermittelten Ausbildungsspezialisierungen aufbauen.

## Messen und Veranstaltungen

Eine der Digitaldruck-Ausstellungshallen auf der FESPA 2017 in Hamburg

Der Digitaldruck nimmt seit vielen Jahren einen wachsenden Platz auf den Fachmessen der Druckindustrie ein und präsentiert sich dort mit Live-Demonstrationen. Ausgewählte Beispiele:
- drupa: alle vier Jahre in Düsseldorf stattfindende Weltleitmesse für die Druck- und Medienindustrie
- Print (Schreibung PRINT): jährlich in Chicago, USA, von der Association for Print Technologies (APTech) durchgeführte Fachmesse für die Druck- und Medienindustrie mit internationalen Ausstellern und Fokus auf den amerikanischen Markt[63]
- International Graphic Arts Show (IGAS): mit meist vierjährigem Abstand in Tokio veranstaltete Fachmesse für die Druck- und Medienindustrie mit internationalen Ausstellern und Fokus auf den japanischen und südostasiatischen Markt[64]
- FESPA: jährlich stattfindende Welt- und Kontinentalmessen der Siebdruckbranche mit hohem Anteil im digitalen Großformat- und Textildruck[65]
- Labelexpo Europe: jährlich in Brüssel durchgeführte Fachmesse für Etikettendruck- und Kennzeichnungslösungen[66]
- Viscom: jährlich in Düsseldorf parallel zur PSI (Leitmesse der Werbeartikelwirtschaft) veranstaltete europäische Fachmesse für visuelle Kommunikation, darunter digitaler Schilder-, Plakat- und Bannerdruck[67]
- InPrint: von Mack Brooks Exhibitions Ltd, St Albans (UK), reihum in Deutschland, Italien und den USA veranstalte Fachmesse für industrielle Druckanwendungen, darunter auch Digitaldrucklösungen[68]

Mittlerweile haben sich auch exklusive Digitaldruck-Events etabliert:
- hunkeler innovationdays: in allen ungeraden Jahren in Luzern veranstaltete Hausmesse des schweizerischen Maschinen- und Moduleherstellers Hunkeler AG, der sich überdies als Integrator für vernetzte Digitaldrucklösungen zahlreicher Hersteller von Druck- und Weiterverarbeitungsmaschinen versteht; internationale Beteiligung und Resonanz sowie innovative Konzepte verleihen der Veranstaltung mittlerweile den Charakter einer Leitmesse für Digitaldrucklösungen[69]
- Digitaldruck-Kongress (ddk): seit 2015 in Düsseldorf stattfindende lösungs- und strategieorientierte Veranstaltung des Bundesverbands Druck und Medien mit Best-Practice-Beispielen innovativer Digitaldruck-Anwender und -Auftraggeber[70]
- FESPA digital: gelegentlich veranstaltetes Digitaldruck-Spin-off der FESPA[65]
- Mailingtage: jährlich veranstalteter, nach längerer Unterbrechung seit 2018 wiederaufgenommener Kongress mit Expo über Crossmedia und Dialogmarketing[71]

Darüber hinaus haben einige Organisationen internationale Diskussionsplattformen und Informationsangebote für den Digitaldruck geschaffen:
- Digital Printing Working Group (dpwg): von der Fogra betreuter Arbeitskreis Digitaldruck[72]
- Information Management Institute (IMI): weltweit durchgeführte Entwicklerkonferenzen und Seminare zum Inkjet-Druck[73]